# Colombes
Pour les articles homonymes, voir Colombe (homonymie).
Colombes (prononcé [kɔ.ˈlɔ̃b]) est une commune française du département des Hauts-de-Seine en région Île-de-France.
Située dans la banlieue nord-ouest de Paris, Colombes est la onzième commune d'Île-de-France et la quatrième commune des Hauts-de-Seine. Plus grande cité pavillonnaire de la petite couronne parisienne, elle demeure néanmoins un territoire diversifié.

## Géographie

### Localisation

Vue de la commune de Colombes en rouge sur la carte de Paris et de la « Petite Couronne ».

La commune de Colombes est située dans le nord-ouest de la petite couronne parisienne, sur la « boucle nord » des Hauts-de-Seine.
Elle se trouve dans la banlieue nord-ouest de Paris, à environ 10 kilomètres du centre de la capitale.

### Communes limitrophes
| Argenteuil (Val-d'Oise)      | Argenteuil (Val-d'Oise) Gennevilliers | Gennevilliers                    |
| Bezons (Val-d'Oise) Nanterre | Colombes                              | Asnières-sur-Seine Gennevilliers |
| Nanterre                     | La Garenne-Colombes Bois-Colombes     | Bois-Colombes                    |

### Géologie et relief
La superficie de la commune est de 781 hectares ; l'altitude varie de 23  à   44 mètres.
Le territoire est composé de deux grands ensembles géologiques. Le grand sud de la commune se situe sur un plateau calcaire, les bords de Seine au nord ont une géologie de type alluviale de basse altitude.
Le dénivelé entre ces deux espaces a donné lieu à des exploitations de carrières (carrière des Côtes d'Auty) et de l'exploitation sablière, jusqu'au début du XXe siècle. Certains toponymes se réfèrent à cette activité (cité des Grèves, rue des Côtes-d'Auty…).
Le nord de la commune se situe en zone inondable.

### Climat
Pour des articles plus généraux, voir Climat de l'Île-de-France et Climat des Hauts-de-Seine.
En 2010, le climat de la commune est de type climat océanique dégradé des plaines du Centre et du Nord, selon une étude du CNRS s'appuyant sur une série de données couvrant la période 1971-2000. En 2020, Météo-France publie une typologie des climats de la France métropolitaine dans laquelle la commune est exposée à un climat océanique altéré et est dans la région climatique Sud-ouest du bassin Parisien, caractérisée par une faible pluviométrie, notamment au printemps (120 à 150 mm) et un hiver froid (3,5 °C).
Pour la période 1971-2000, la température annuelle moyenne est de 13 °C, avec une amplitude thermique annuelle de 15,4 °C. Le cumul annuel moyen de précipitations est de 637 mm, avec 10 jours de précipitations en janvier et 7,7 jours en juillet. Pour la période 1991-2020, la température moyenne annuelle observée sur la station météorologique la plus proche, située sur la commune de Paris à 10 km à vol d'oiseau, est de 13,3 °C et le cumul annuel moyen de précipitations est de 667,4 mm,. Pour l'avenir, les paramètres climatiques de la commune estimés pour 2050 selon différents scénarios d'émission de gaz à effet de serre sont consultables sur un site dédié publié par Météo-France en novembre 2022.

## Urbanisme

### Typologie
Au 1er janvier 2024, Colombes est catégorisée grand centre urbain, selon la nouvelle grille communale de densité à sept niveaux définie par l'Insee en 2022.
Elle appartient à l'unité urbaine de Paris, une agglomération inter-départementale regroupant 407  communes, dont elle est une commune de la banlieue,,. Par ailleurs la commune fait partie de l'aire d'attraction de Paris, dont elle est une commune du pôle principal,. Cette aire regroupe 1 929 communes,.

### Morphologie urbaine
L’Insee découpe la commune en quatre « grands quartiers » soit Wiener – Centre-ville – Champarons, Europe – Gare du Stade – Fossés Jean, Les Grèves – Plateau – Moslard et Petit Colombes, eux-mêmes découpés en 33 îlots regroupés pour l'information statistique.
| Type d'occupation           | Pourcentage | Superficie (en hectares) |
| --------------------------- | ----------- | ------------------------ |
| Espace urbain construit     | 85,34 %     | 666,28                   |
| Espace urbain non construit | 11,10 %     | 86,66                    |
| Espace rural                | 3,56 %      | 27,76                    |
| Source : Iaurif             |             |                          |

Colombes est la première commune pavillonnaire de la petite couronne parisienne. D'une superficie de 7,8 kilomètres carrés, elle est urbanisée sur 86 % de sa surface (6,7 km2).
L'arrivée des voies ferrées et l'essor industriel constituent deux des étapes clés dans l'urbanisation de la ville. Le développement des aires d'attraction de La Défense et de Paris depuis la fin des années 1990 tendent à placer Colombes dans une nouvelle dynamique sur laquelle les politiques d'urbanisme se sont orientées, à l'image de l'immeuble du boulevard Charles-de-Gaulle Sud qui accueille le siège social de l'entreprise Oracle depuis 2001. Colombes est l'un des sites de production de la Snecma. Elle a accueilli par le passé les usines Guerlain, Kleber et Facel. Elle abrite également certains sites d'Alcatel et depuis quelques années le siège d'Oracle France. Le virage tertiaire entamé sous la mandature de Dominique Frelaut, maire de 1965 à 2001, puis repris par Nicole Goueta, s'inscrit dans les dynamiques régionales consécutives à l'expansion du pôle d'activité de La Défense dans les années 1990 (1er pôle d'emploi français).[réf. nécessaire]

Bidonville, 1963,
et habitat insalubre.
Urbanisme préfabriqué
et HLM des années 1970.
Transition entre les deux.

Bénéficiant au long du XXe siècle de la vitalité des industries, le nord de Colombes, intégré dans « la Boucle d'Or » des Hauts-de-Seine, s'affronte aujourd’hui à la crise industrielle. Conséquence, les taux de chômage sont beaucoup plus élevés dans les grands ensembles de bords de Seine, à l'image du mauvais niveau des indicateurs socio-économiques plus généralement. Les écarts de revenus au sein de la commune sont importants : alors qu'une unité de consommation du ménage le plus riche du quartier des Vallées touche jusqu'à 4 000 € par mois, l'unité de consommation du ménage le plus modeste habitant le nord du boulevard Charles-de-Gaulle ne bénéficiera que de 280 € par mois.[réf. nécessaire]
De nombreux projets sont en cours[Quand ?] : sous l'impulsion de la région Île-de-France, le prolongement de la ligne de tramway T2 ( ) entre La Défense et Bezons, inauguré en 2012, passe par Colombes en empruntant le boulevard Charles-de-Gaulle. La prévision de l'arrivée du tramway a provoqué, outre les retards successifs, le lancement du renouvellement des rives du boulevard Charles-de-Gaulle. La construction d'immeubles de bureaux a été impulsée en ce sens à partir des années 1990. Achevé en 2001, un immeuble du boulevard Charles-de-Gaulle accueille le siège social de l'entreprise Oracle. Par synergie, le nouvel immeuble La Défense Ouest a été inauguré en 2007. Outre ces aménagements, le « périmètre d'étude Charles de Gaulle » prévoit la préemption de pavillons à l'intérieur des espaces pavillonnaires de l'est du boulevard Charles-de-Gaulle. Source d'inquiétude et parfois de rejet de certains habitants, l'érosion du tissu pavillonnaire à l'ouest de Colombes a provoqué la création d'une association de quartier de défense des habitants, pour un réaménagement du boulevard Charles de Gaulle dans la concertation, le respect et la juste prise en compte des intérêts de chacun, l'association « Les Petits Toits ».[réf. nécessaire]
La politique foncière menée depuis le tournant politique de 2001 provoque de nombreux débats. L'acteur promoteur immobilier a acquis une place centrale dans la fabrique de la ville, et les compétences d'urbanisme dont disposent la ville participent à cette rupture libérale dans la gestion municipale du stock foncier (modifications du P.O.S, droit de préemption). La concession d'un programme de logements situé pont de la Puce en 2001 à un promoteur immobilier, originellement prévu pour accueillir des logements étudiants, ou encore l'élargissement du périmètre d'étude « Charles-de-Gaulle/Colbert » entre 2001 et 2006, marquent une nouvelle politique municipale en matière d'urbanisme.[réf. nécessaire]
La dernière révision du Plan local d’urbanisme date de l'année 2012. La partie nord de Colombes, inondée lors de la crue centennale au début du XXe siècle, est classée au Plan de Prévention des Risques (PPR). Les Opérations Programmées d'Amélioration de l'Habitat (OPAH) tendent à équiper les derniers logements du sud de la commune encore peu équipés en équipements « de confort » (douches, WC…). Trois quartiers de la commune bénéficient des aides de l'ANRU en matière de renouvellement urbain. Il s'agit des quartiers « Grèves », « Fossés-Jean », et « Europe-Ile-Marante ». Deux bâtiments sont classés au Patrimoine historique; l'usine d'épuration des eaux et le clocher de la vieille église.[réf. nécessaire]
La politique menée en matière d'urbanisme depuis 2002 par la majorité municipale de Colombes consiste pour beaucoup en la gestion de stock foncier. La préemption consiste en un outil destiné à une revente quasi immédiate du foncier aux promoteurs immobiliers par la mairie. Les projets entamés depuis 2006 commencent à présenter une certaine réflexion en matière d'urbanisme, et peuvent se voir attribuer le terme de « projet urbain »[réf. nécessaire].

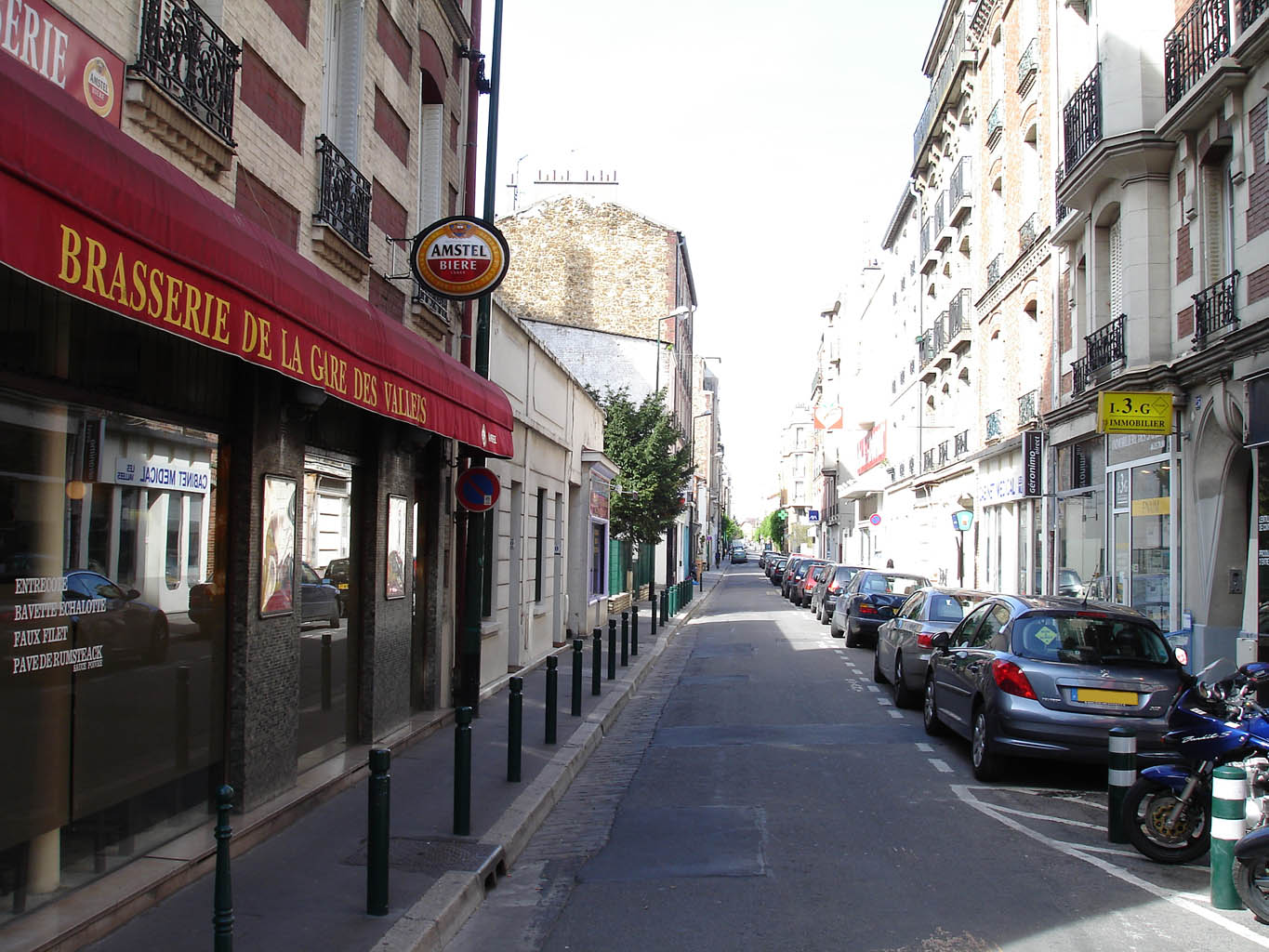
Habitat dense de gare - La rue des Vallées.
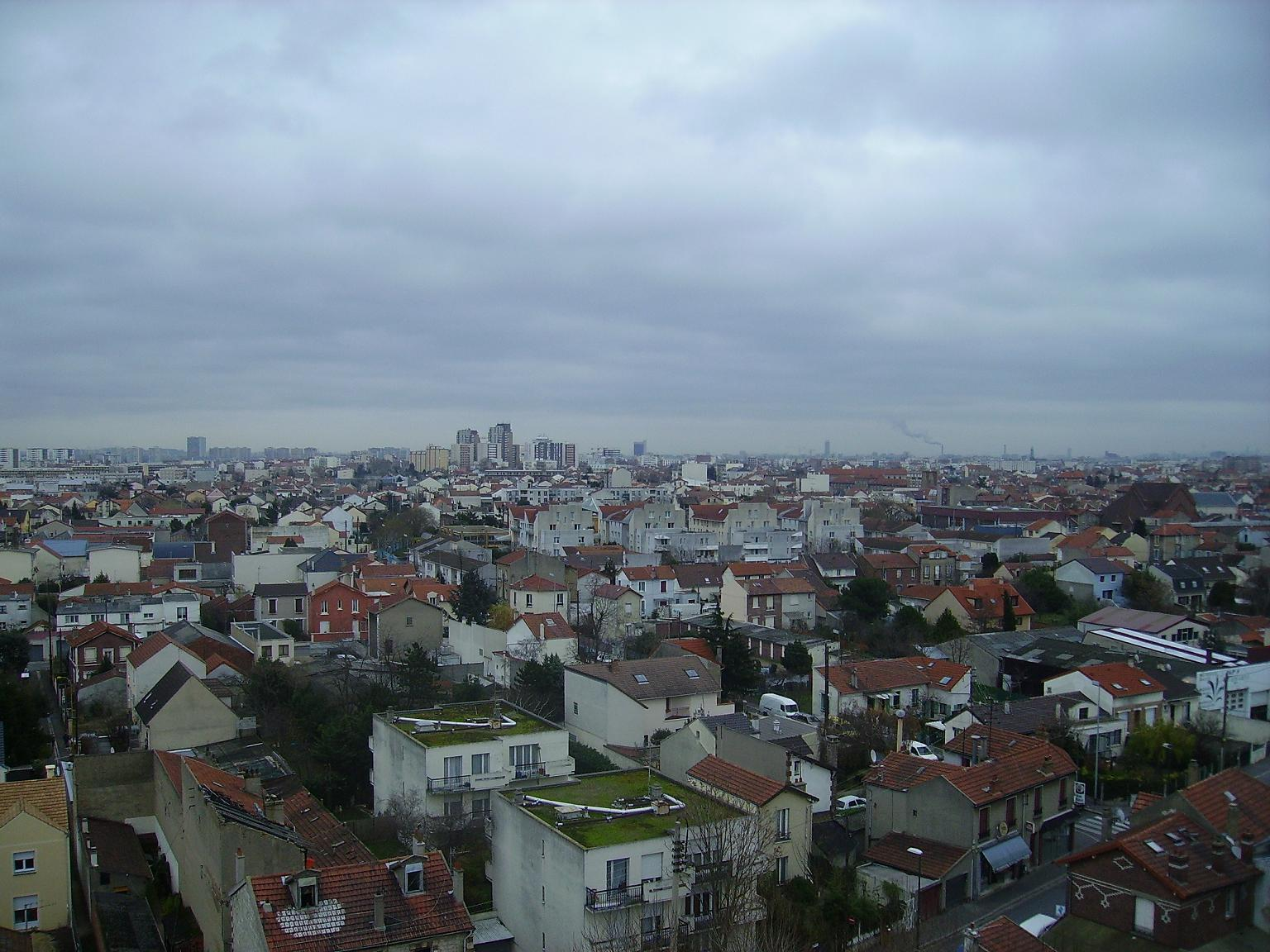
Habitat pavillonnaire - Quartier du Plateau.
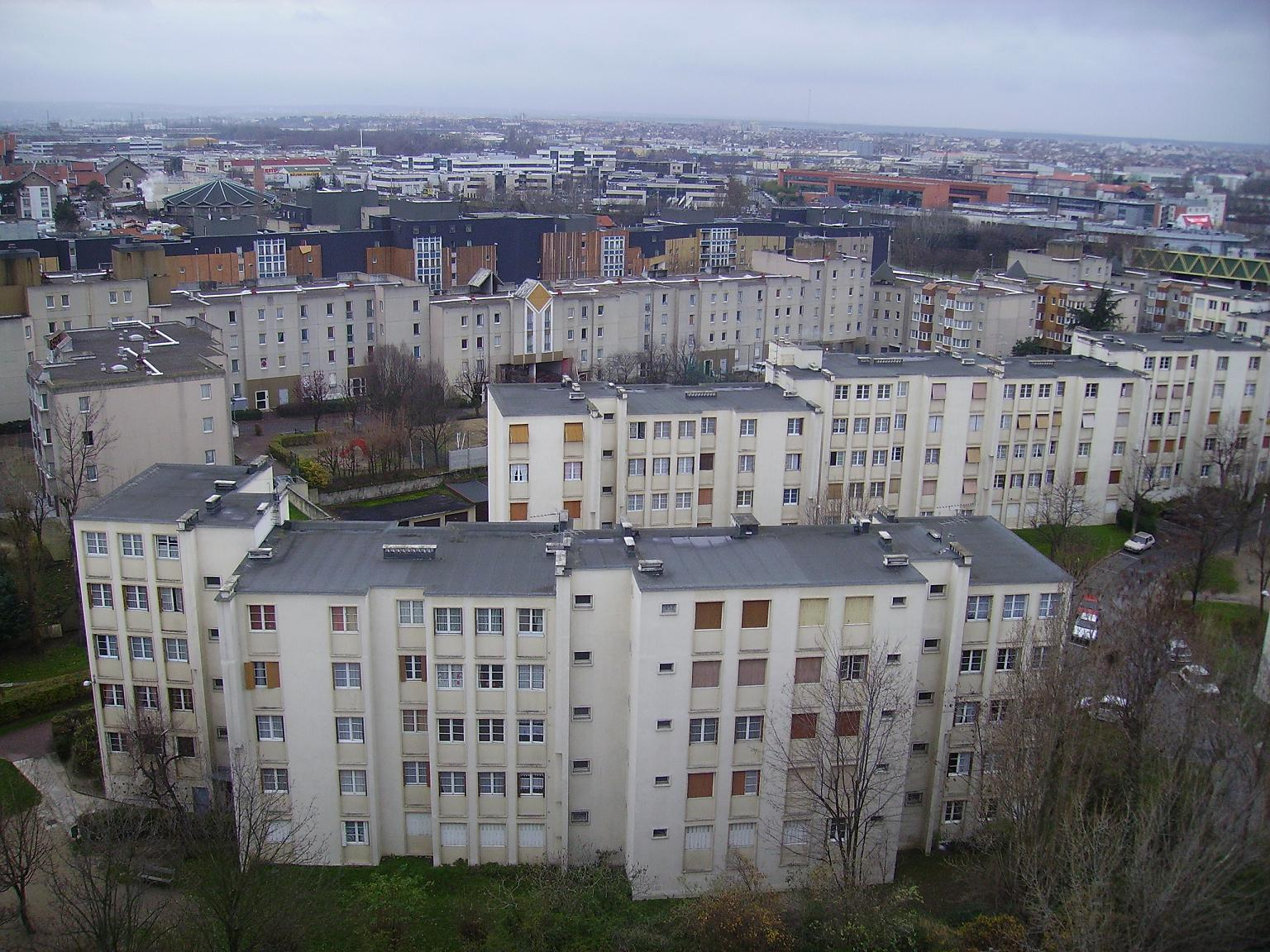
Grand ensemble d'habitat collectif - Cité des Côtes d'Auty.
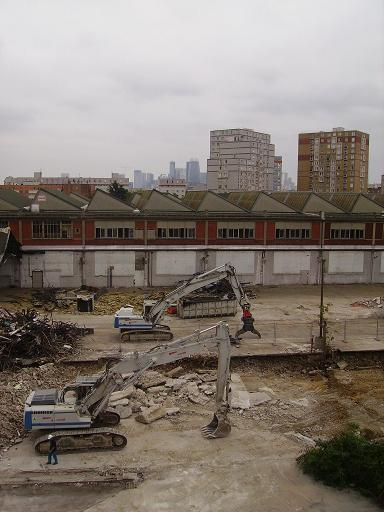
Travaux sur la ZAC de la Marine.

### Habitat et logement
En 2018, le nombre total de logements dans la commune était de 38 080, alors qu'il était de 36 755 en 2013 et de 36 111 en 2008.
Parmi ces logements, 91,9 % étaient des résidences principales, 1,9 % des résidences secondaires et 6,2 % des logements vacants. Ces logements étaient pour 25,2 % d'entre eux des maisons individuelles et pour 73,8 % des appartements.
Le tableau ci-dessous présente la typologie des logements à Colombes en 2018 en comparaison avec celle des Hauts-de-Seine et de la France entière. Une caractéristique marquante du parc de logements est ainsi une proportion de résidences secondaires et logements occasionnels (1,9 %) inférieure à celle du département (3,7 %) et à celle de la France entière (9,7 %). Concernant le statut d'occupation de ces logements, 45,8 % des habitants de la commune sont propriétaires de leur logement (46,9 % en 2013), contre 42,5 % pour les Hauts-de-Seine et 57,5 % pour la France entière.
| Typologie                                               | Colombes | Hauts-de-Seine | France entière |
| ------------------------------------------------------- | -------- | -------------- | -------------- |
| Résidences principales (en %)                           | 91,9     | 89,8           | 82,1           |
| Résidences secondaires et logements occasionnels (en %) | 1,9      | 3,7            | 9,7            |
| Logements vacants (en %)                                | 6,2      | 6,5            | 8,2            |

La ville de Colombes bénéficie de la délégation de compétences relative à l'attribution de logements du contingent préfectoral[réf. nécessaire].
Le parc de logements de Colombes se compose de plusieurs formes d'habitat :
- habitat moyennement dense type début du XXe siècle, autour des gares ;
- habitat pavillonnaire « bourgeois » dans le sud-est de la commune, autour de la rue Saint-Denis, le quartier Petite-Garenne, l'avenue des Vats, dans le quartier Reine-Henriette, et de manière ponctuelle sur l'ensemble du territoire ;
- habitat pavillonnaire type loi Loucheur, et mal-lotis dans l'ouest de la commune ;
- grands ensembles d'habitat collectif publics et privés dans le nord de la commune ;
- ensembles moyens d'habitat « récents ».

### Espaces verts
Colombes dispose de dix-huit squares et deux parcs :
- Parc Caillebotte ;
- Square Médéric-Chatou ;
- Square des Oiseaux ;
- Square Saint-Hilaire ;
- Square Dunant-Bellevue ;
- Square Denis-Papin ;
- Square Auguste-Renoir ;
- Square Dixmude ;
- Square des Sazières ;
- Square Colbert ;
- Square Edgar-Quinet ;
- Jardin d'Aragon ;
- Square Victor-Basch ;
- Square des Frères-Leseine ;
- Square Paul-Cézanne ;
- Square Florence-Arthaud ;
- Square Victorine-Meurent ;
- Parc Pierre-Lagravère

### Projets d'aménagements
Le site de « La Marine », ancien siège de l'usine aéronautique de l'ingénieur Félix Amiot puis de bâtiments de l'armée, accueille un « écoquartier », dont l'achèvement est prévu en 2016. Il est notamment composé de nouveaux logements, de bureaux, d'un parc ouvert sur le boulevard et d'un centre de remisage de tramways.
Trois projets financés par l'ANRU (Agence nationale pour la rénovation urbaine) sont en cours. Il concernent la réhabilitation de deux grands ensembles situés en bord de Seine (Les Grèves et le quartier Fossés-Jean), et l'introduction de plus de mixité sociale via la création de logements en accession aux côtés des HLM. La rénovation du quartier Europe-Île Marante est pour sa part déjà bien avancée.
Le départ fin 2017 du club de rugby Racing 92 pour l'Arena 92 à Nanterre a quant à lui accéléré les projets de rénovation et reconversion du stade olympique Yves-du-Manoir. Un projet qui prévoyait l'installation du siège de la Fédération française de handball, avec notamment une salle couverte, des bureaux, un hôtel, des commerces et des logements, a cependant été abandonné.
À proximité, dans le parc d'activités Kléber, les quatre sites aujourd’hui encore occupés par Thalès seront prochainement restructurés, là aussi sous l'angle de la diversification : ils ont vocation à accueillir à terme des activités aussi variées que des bureaux, du commerce, des activités de production voire de l'habitat.

### Voies de communication et transports

#### Voies routières
111 kilomètres de voirie traversent Colombes, dont 15 % de routes nationales et départementales et 23 % de voies privées. On compte 70 carrefours à feux.[réf. nécessaire][Quand ?]
Presque tout le réseau routier de la ville est limité à 30 km/h depuis le 1er décembre 2021, date à laquelle Colombes est devenue une « ville 30 ».
Le territoire est traversé par deux axes d'importance régionale : au nord l’A86, sur sa portion de Nanterre à Saint-Denis, et à l'ouest l'ancienne RN 192, devenue RD 992, reliant la portion du Pont de Bezons à la place de Belgique de La Garenne-Colombes.
D'autres axes relient également Colombes aux quatre coins des Hauts-de-Seine :
- la RD 13, reliant le pont d'Argenteuil à la gare SNCF de Bois-Colombes, le tracé traversant la commune par la rue du Maréchal Joffre, la place du Général Leclerc et le boulevard de Valmy ;
- la RD 106, joignant La Défense au pont Aqueduc (pont de Colombes), pénétrant dans la commune par l'avenue Henri Barbusse, parcourant celle-ci puis la rue Gabriel Péri, le boulevard Edgar Quinet et la rue Paul Bert ;
- la RD 909, liant Argenteuil à la porte d'Asnières, passant sur l'extrémité nord-est de Colombes par les avenues d'Argenteuil et de Stalingrad ;
- la RD 986 (RN 186), faisant le tour de la petite couronne parisienne, parcourant la commune par l'extrémité ouest de la rue Gabriel Péri (en limite de Nanterre), le quartier du Petit-Colombes, croise ensuite les RD 13 et 106 à la place du Général Leclerc, bascule sur la rue du Bournard, franchit la gare SNCF de Colombes et aboutit sur l'avenue de l'Agent Sarre aux Quatre Routes, croisement limitrophe d'Asnières-sur-Seine, Bois-Colombes et Colombes.

#### Pistes cyclables

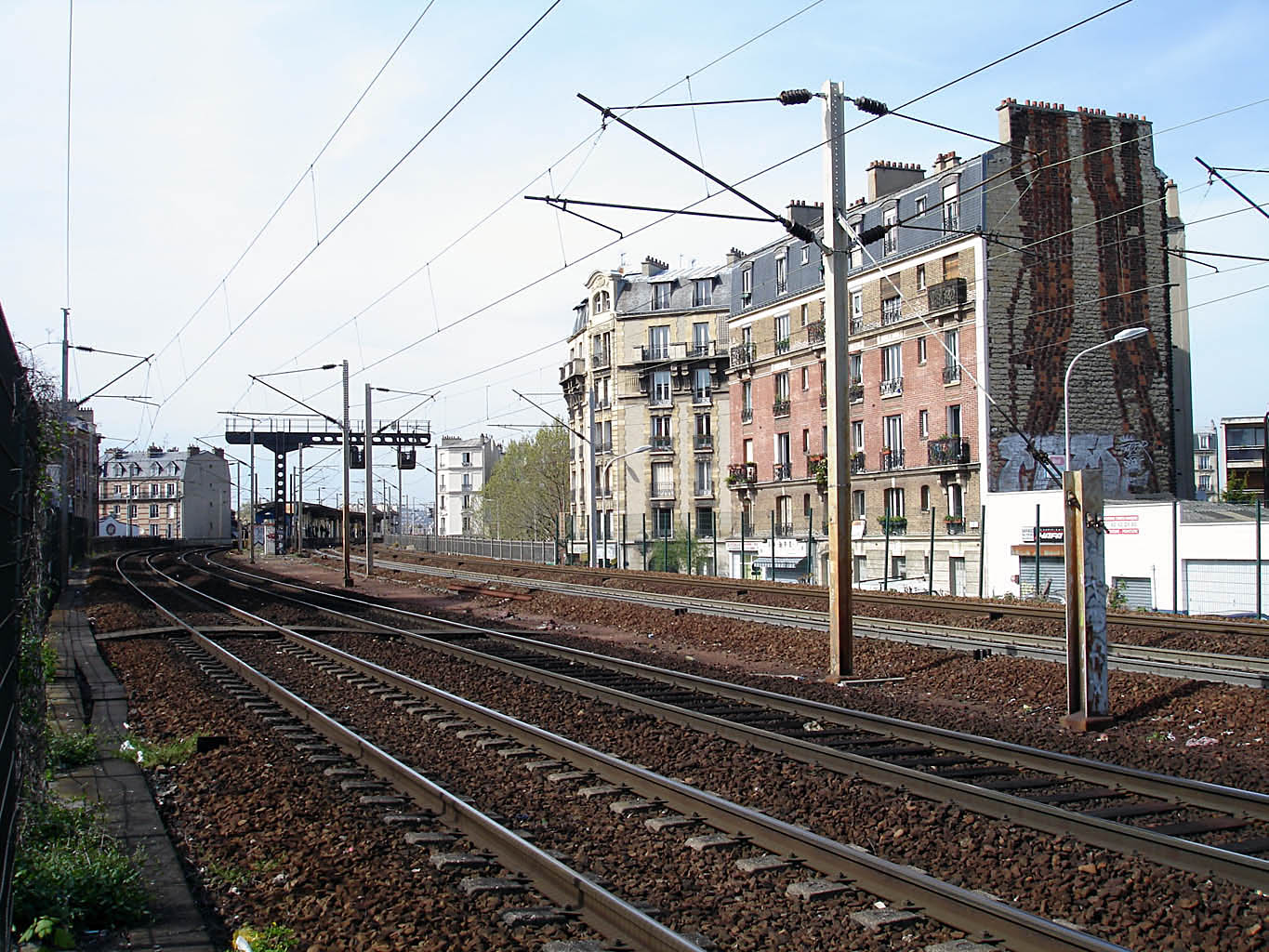
L'extrémité sud de la gare de Colombes.

Le réseau routier accueille 10 km de pistes ou bandes cyclables et d'un millier de places de stationnement vélos.
En tant que « ville 30 », l'ensemble du réseau routier est en double-sens cyclable.
Le réseau Vélib' est implanté à Colombes. Cinq stations sont entrées en service en 2019 (Gare de Colombes, Gare du Stade, Gare de La Garenne-Colombes, Parc de l'Île Marante et Victor Basch) et cinq autres sont en cours de déploiement depuis 2020.
La ville de Colombes prévoit d'aménager 5 kilomètres de pistes cyclables sécurisées vers 2026.

#### Transports en commun
La ville est desservie par :
- quatre gares :
  - Colombes et Le Stade sur la ligne J du Transilien
  - La Garenne-Colombes et Les Vallées sur la ligne L du Transilien
- une dizaine de lignes du réseau de bus RATP et trois lignes nocturne Noctilien

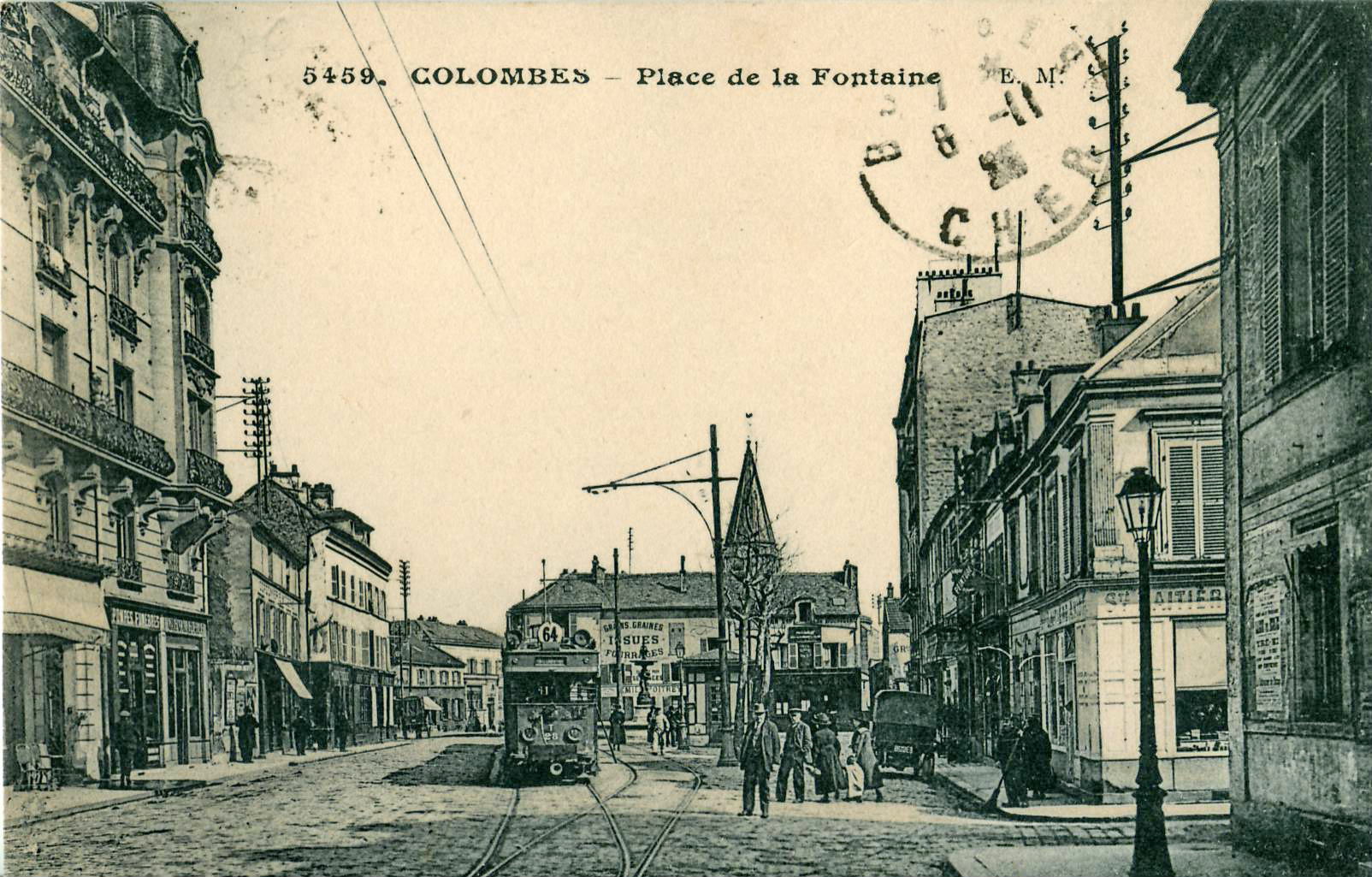
Bien avant que le T2 ne desserve la ville, celle-ci était déjà desservie par les anciens tramways parisiens. On voit ici un 64 de la STCRP (ancêtre de la ligne de bus 164 de la RATP), entre 1921 et 1925.

Un plan de déplacements des établissements scolaires (PDES) a été mis en place. Il concerne deux écoles.
Sous l'impulsion du conseil régional d'Île-de-France, le tramway T2 est prolongé depuis La Défense jusqu'à Bezons, traversant le boulevard Charles-de-Gaulle (RD 992) et le desservant sur trois stations : Jacqueline Auriol, Victor Basch, et Parc Pierre-Lagravère. La mise en service a eu lieu en novembre 2012.
À l'autre extrémité de la commune, le prolongement du T1 en provenance de Saint-Denis est arrivé au carrefour des Quatre-Routes, en limite d'Asnières et de Bois-Colombes en 2019, puis rejoindra le T2 via l'avenue de Stalingrad, la zone Kléber, le stade Yves-du-Manoir. La mise en service du T1 sur le territoire de Colombes est prévue pour 2025.
La station Les Courtilles de la ligne 13 du métro de Paris est située à proximité de la commune. On peut y accéder en une vingtaine de minutes à pied depuis la gare de Colombes.
La Ligne N74 sera créée à l'horizon 2019-2020 dans le cadre de la troisième phase du renfort du réseau. Elle offrira une substitution nocturne aux lignes T1 et T2 et à l'extension du T1 jusqu'à Colombes — Gabriel Péri.

## Toponymie

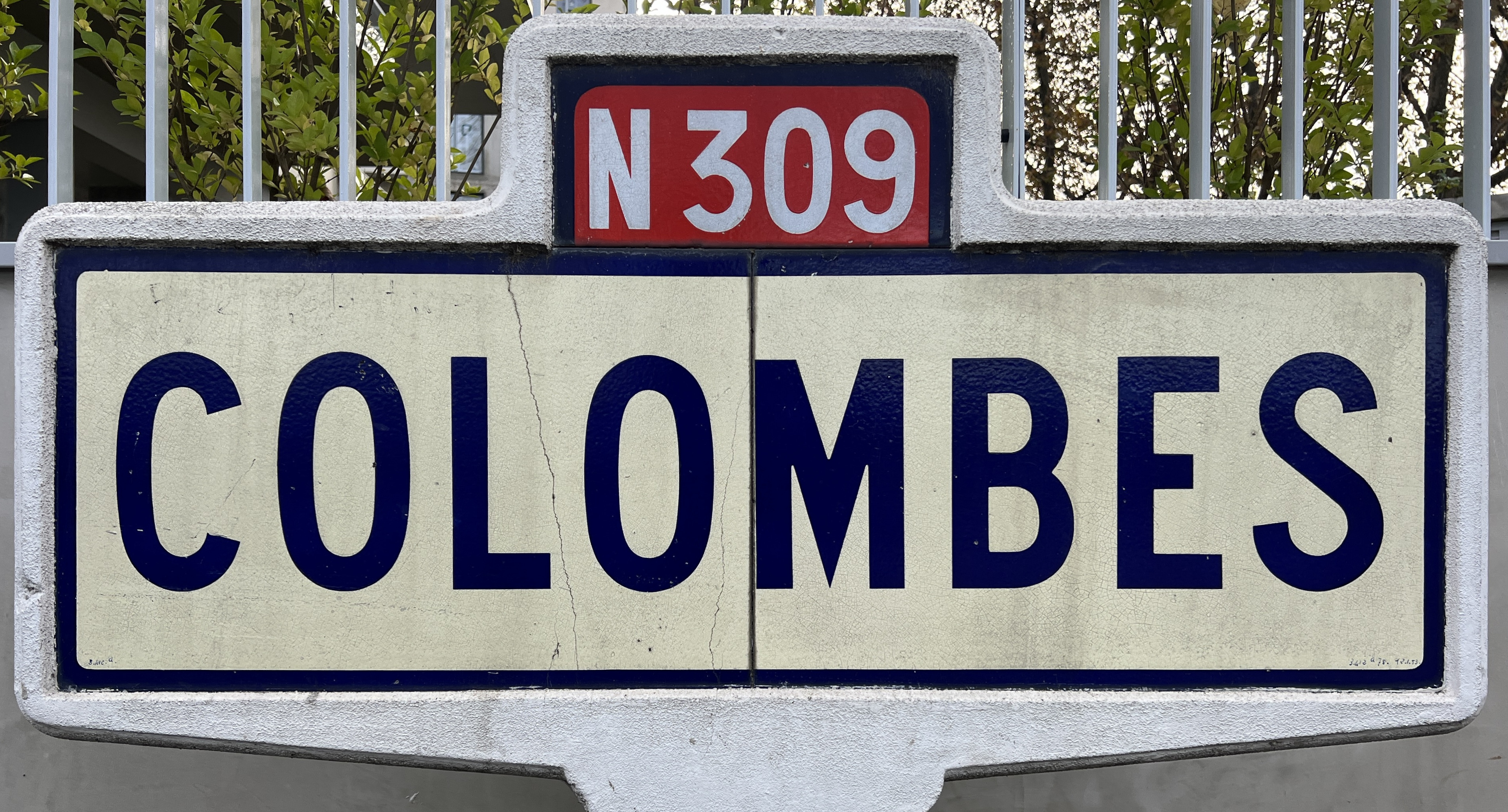
Panneau d'entrée dans la commune vers le pont de Gennevilliers.

L'origine du nom « Colombes » n'est pas certaine et deux hypothèses existent sur son étymologie. La première explication justifie le nom de Colombes, « Coulombe » en vieux français signifiant « colonne », du fait de la présence d'une colonne située jusqu'au 4 août 1789 à l'intersection de la rue Saint-Denis et du boulevard de Valmy. Celle-ci pouvait être une pierre sacrée ou un monument mégalithique. La deuxième hypothèse justifie ce nom du fait de la présence ancienne d'une maison à « atrium » aux toits inclinés vers la cour intérieure, dont les pans étaient soutenus soit par des colonnes, soit par des colombages provenant de troncs d'arbres équarris ou l’évocation de bornes milliaires.[réf. nécessaire]

## Histoire
Les historiens pensent que la première agglomération est contemporaine de Paris. Des fouilles qui ont eu lieu vers 1828 ont permis de retrouver des outils en silex et des haches de pierre taillée. Plusieurs auteurs soutiennent qu’une cité et un atrium gallo-romains existaient dès le VIe siècle à l’emplacement de l’Ilot 14. Des druidesses se seraient alors installées dans les îles de la Seine.
La mention la plus ancienne témoignant de l’existence de Colombes date de 1160. C’est une bulle du pape Alexandre III confirmant ces biens que possédait la léproserie de Saint-Lazare où il est question de la dîme de Colombes. Un ancien cimetière mérovingien a été découvert sous la vieille église Saint-Pierre-Saint-Paul en centre-ville.
Dépendant de l'abbaye de Saint-Denis dès le XIIe siècle, le bourg se construit alors autour de l'artère y menant (l'actuelle rue Saint-Denis, qui rejoint l'ancienne route nationale 186 vers le carrefour des Quatre-Routes).
De grands domaines sont créés autour du bourg à l'époque de la construction du pont de Neuilly au début du XVIIe siècle.

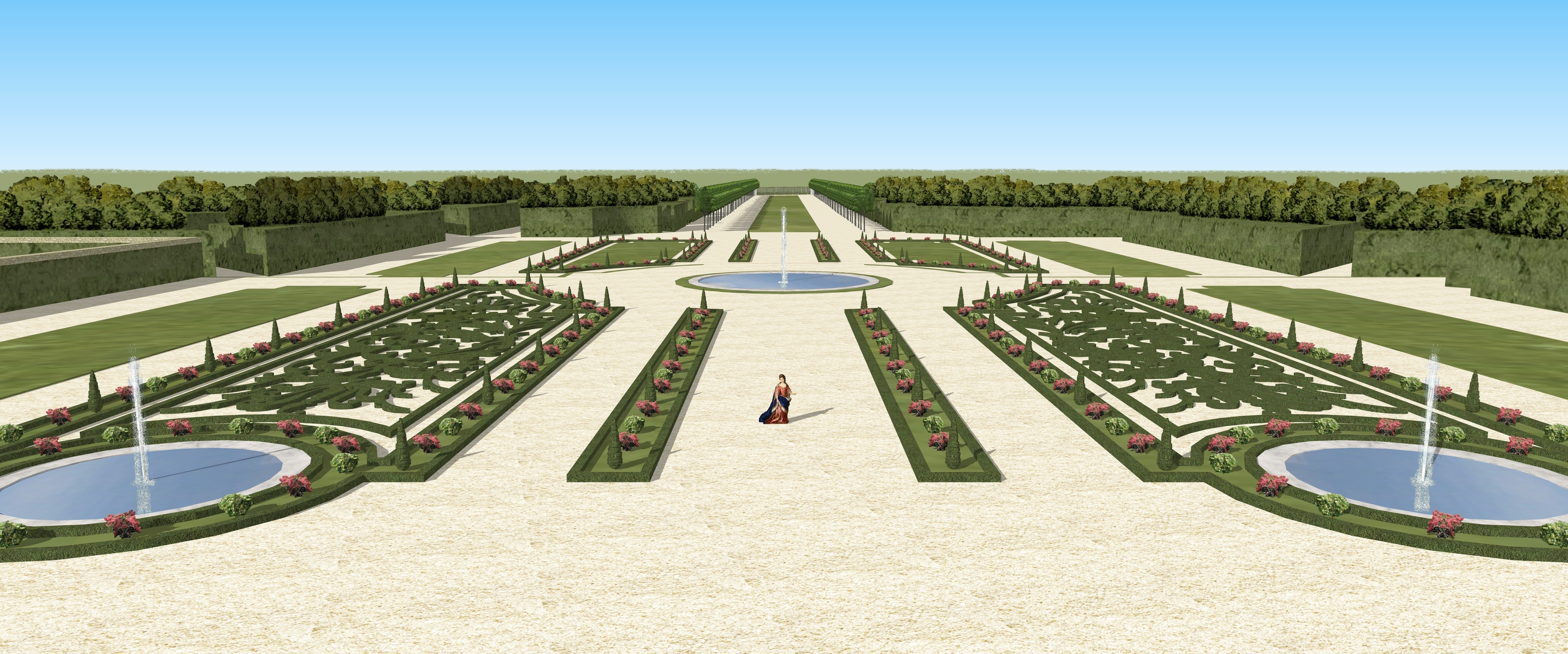
Restitution du jardin de la propriété Courtanvaux à Colombes (Hauts-de-Seine), XVIIIe siècle.

La reine Henriette-Marie, fille d'Henri IV, épouse du roi d'Angleterre, Charles Ier Stuart, demeurait dans le château de Colombes de 1657 jusqu'à sa mort le 10 septembre 1669 à 60 ans. Son neveu Louis XIV venait la consulter pour les affaires concernant l'Angleterre. Une rue et une école élémentaire de la commune ont été nommées en sa mémoire.
De beaux jardins furent aménagés au sein de la propriété Courtanvaux, dans l'actuel quartier Saint-Hilaire, acquise en 1747 par le marquis de Courtanvaux.
Louis XVI se serait intéressé au « parc du Moulin-Joly » (en place de l'actuelle île Marante) qui abritait des jardins anglo-chinois aménagés par le receveur des finances, graveur et littérateur Claude-Henri Watelet.
De 1790 à 1795, Colombes était un canton du district de Franciade. Le château fut rasé en 1793.
La commune est ainsi décrite en 1841 dans la Nouvelle histoire de Paris de Julien de Gaulle : « Entre Asnières et Argenteuil, à deux lieues et demie, au nord-ouest de Paris, se trouve le joli village de Colombes, au milieu de la presqu'île formée par les détours de la Seine. La tour de son église mérite l'attention des antiquaires. Elle est d'une architecture qui la fait présumer du XIIe siècle. Cependant rien ne certifie cette date d'une manière positive. Il n'est question de Colombes qu' à partir du XIIIe siècle. C'était alors une dépendance de l'abbaye de Saint-Denis; plus tard, ce village appartint à la communauté des filles nobles de Saint-Cyr. Son château était un monument remarquable. Henriette-Marie de France, fille de Henri IV, et veuve de l'infortuné Charles Ier, roi d'Angleterre, y mourut en 1669. Ce château fut démoli pendant la terreur.
Des débris du château restés debout, on en construisit un autre plus petit, qu'on a nommé le petit château et qui appartient à Madame la princesse de la Moskowa.
Colombes est encore un de ces lieux charmants peuplé de maisons de campagne, refuge, pendant les beaux jours, des riches habitants de Paris. Sa population est évaluée à environ 1 700 habitants. ».

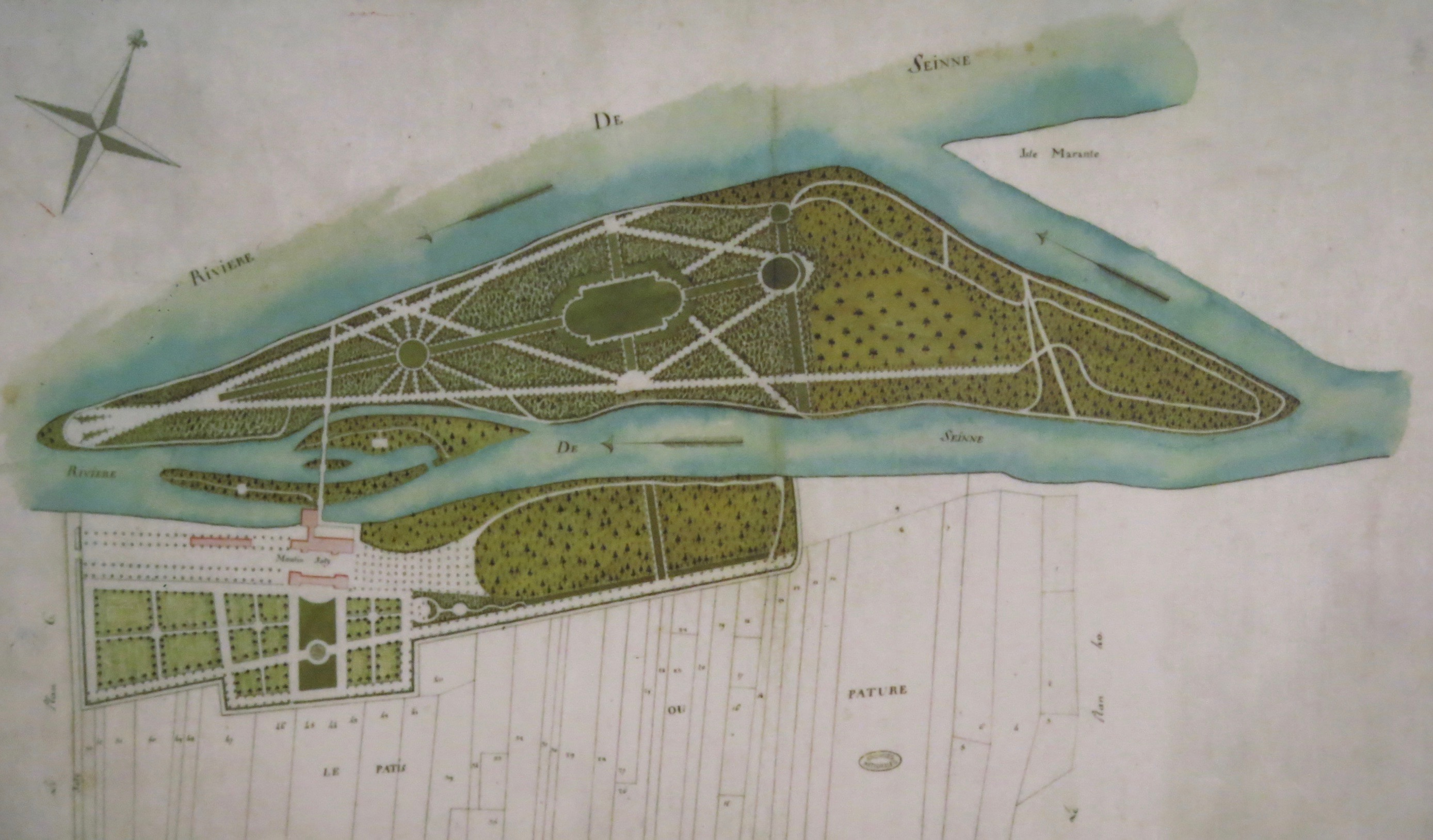
Plan du Moulin-Joly en 1780.

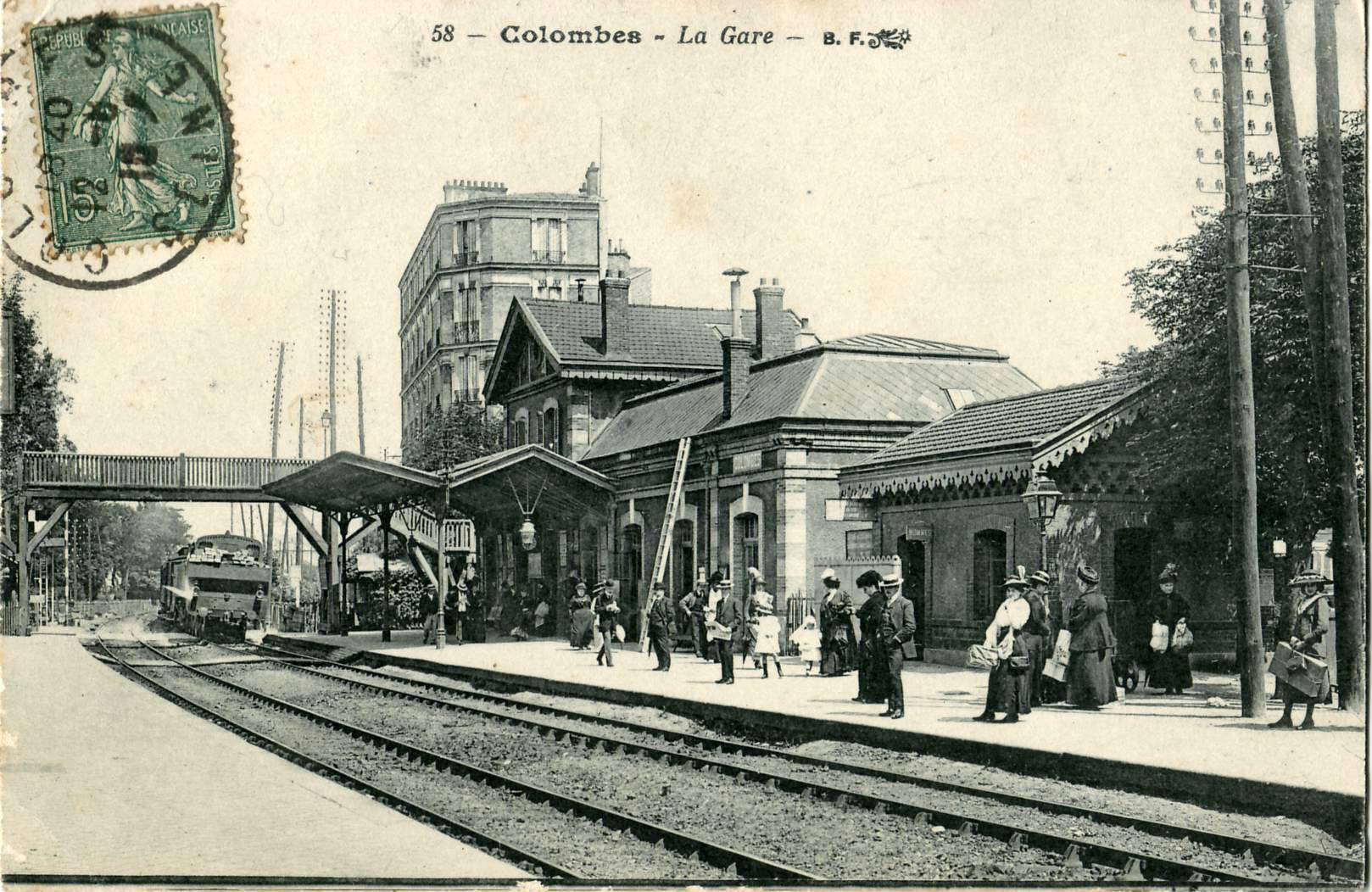
La gare de Colombes est créée en 1854, favorisant l'urbanisation de la commune.

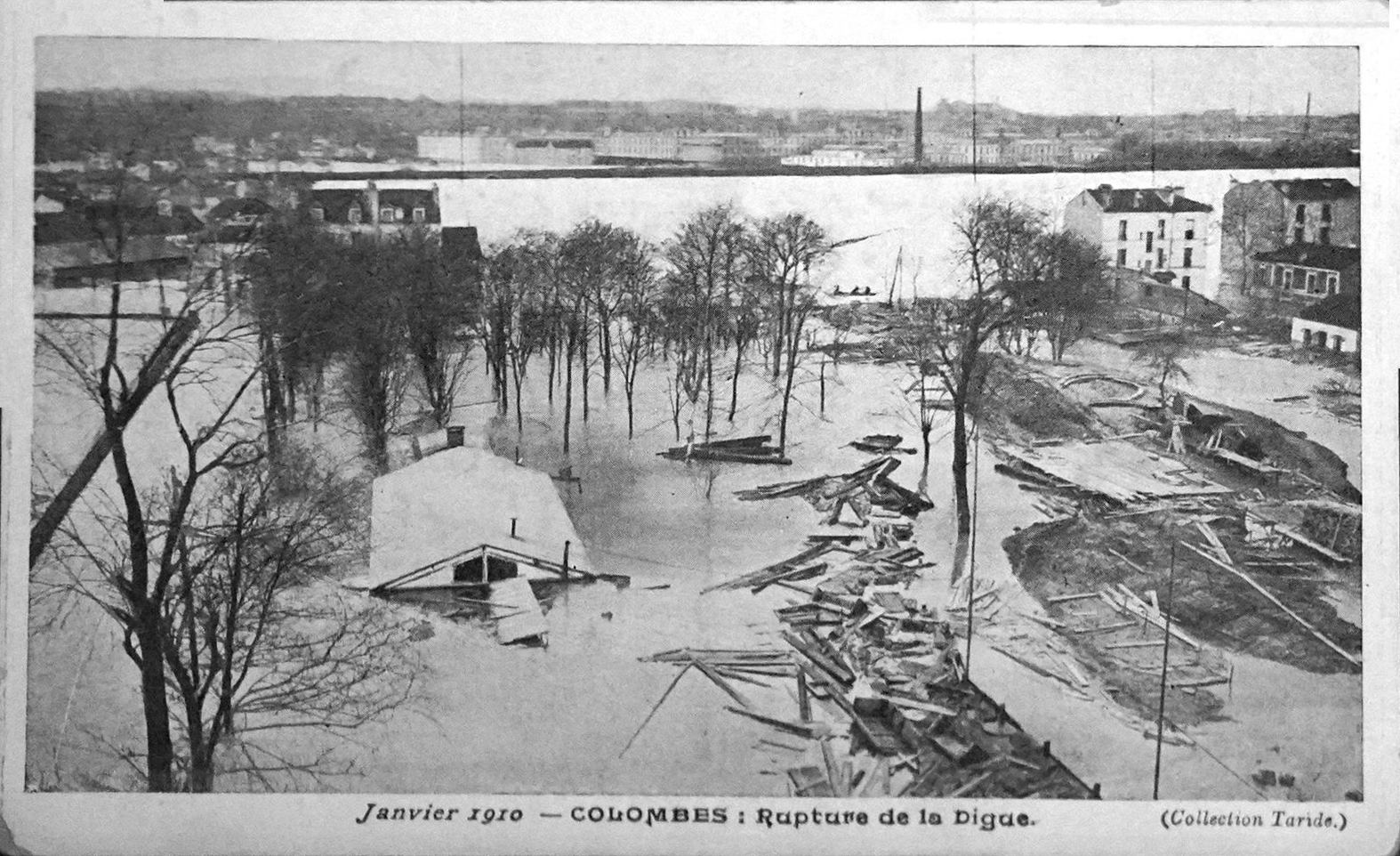
Rupture de la digue et inondations de 1910.

La construction de ponts (pont de Bezons en 1811 et pont d'Argenteuil en 1832) sur la Seine coulant en contrebas du bourg ainsi que la construction de deux gares ferroviaires reliées à la gare Saint-Lazare (gare de Colombes en 1854 et gare de Bois-Colombes en 1857) permettent une extension et une plus grande fréquentation de la commune.
Le port des canotiers du Petit Gennevilliers attire les impressionnistes de Marly (Monet, Caillebotte, Sisley). Par ailleurs le peintre et graveur Théodule Ribot et l'artiste peintre Gustave Bienvêtu ont participé à l'essor de la ville.
L'île Marante, qui abrite aujourd’hui le parc Lagravère, était un lieu de canotage et de promenade avant 1870, Guy de Maupassant en parle dans l'une de ses nouvelles : Deux amis.
Jean Baptiste Clément s'est inspiré des nombreux cerisiers de Colombes pour composer le temps des cerises en souvenir de l'époque où il habitait cette ville. Il existe une rue des Cerisiers, une école élémentaire et un collège Jean-Baptiste-Clément, ainsi qu'une fête annuelle des cerises à Colombes.
La commune cède des terrains à Bois-Colombes en 1896 et à La Garenne-Colombes en 1910. Si ces séparations n'avaient pas eu lieu, la ville comprendrait en 2005 136 400 habitants, l'équivalent d'Aix-en-Provence ou d'Amiens,,.
En 1907, construction sur l'emplacement d'un ancien hippodrome, datant de 1885, du premier stade de France (le Stade olympique Yves-du-Manoir) où se déroulent les Jeux olympiques d'été de 1924. Le stade abrite les plus importantes rencontres nationales de rugby et de football (y compris la coupe du monde de football de 1938) jusqu'à la rénovation du Parc des Princes en 1970. L’architecte Maurice Chavany (1872-1951), radical-socialiste, est maire de 1921 à 1935.
D'importants ateliers industriels s'installent à partir du début du siècle dernier sur le territoire de la commune (pneus BFGoodrich-Kléber-Colombes), avions Félix Amiot, téléphones Ericsson, moteurs Gnome et Rhône, parfums Guerlain, Sauzé et Dorin). Pour héberger la main-d'œuvre nécessaire, de grands ensembles immobiliers à bon marché mais de bonne facture sont construits dans l'entre-deux-guerres. Notamment en 1932-1933, un ensemble de 266 appartements en béton et brique dans le style Art Déco, tendance Paquebot, au 6-14 rue Paul-Bert dû à l'architecte Germain Dorel soit trois immeubles de sept étages en béton dont deux sont accessibles par le 7, villa Kreisser. Le commanditaire est Le foyer du progrès et de l'avenir.
Le 21 mars 1915, durant la première Guerre mondiale, plusieurs bombes sont lancées depuis un ballon dirigeable allemand Zeppelin qui explosent rue Paul-Bert, au stade de Colombes, au no 24 rue Rouget-de-L'Isle, au no 4 rue de Bezons, au no 6 rue de l'Ouest et au no 12 rue du Puits,.

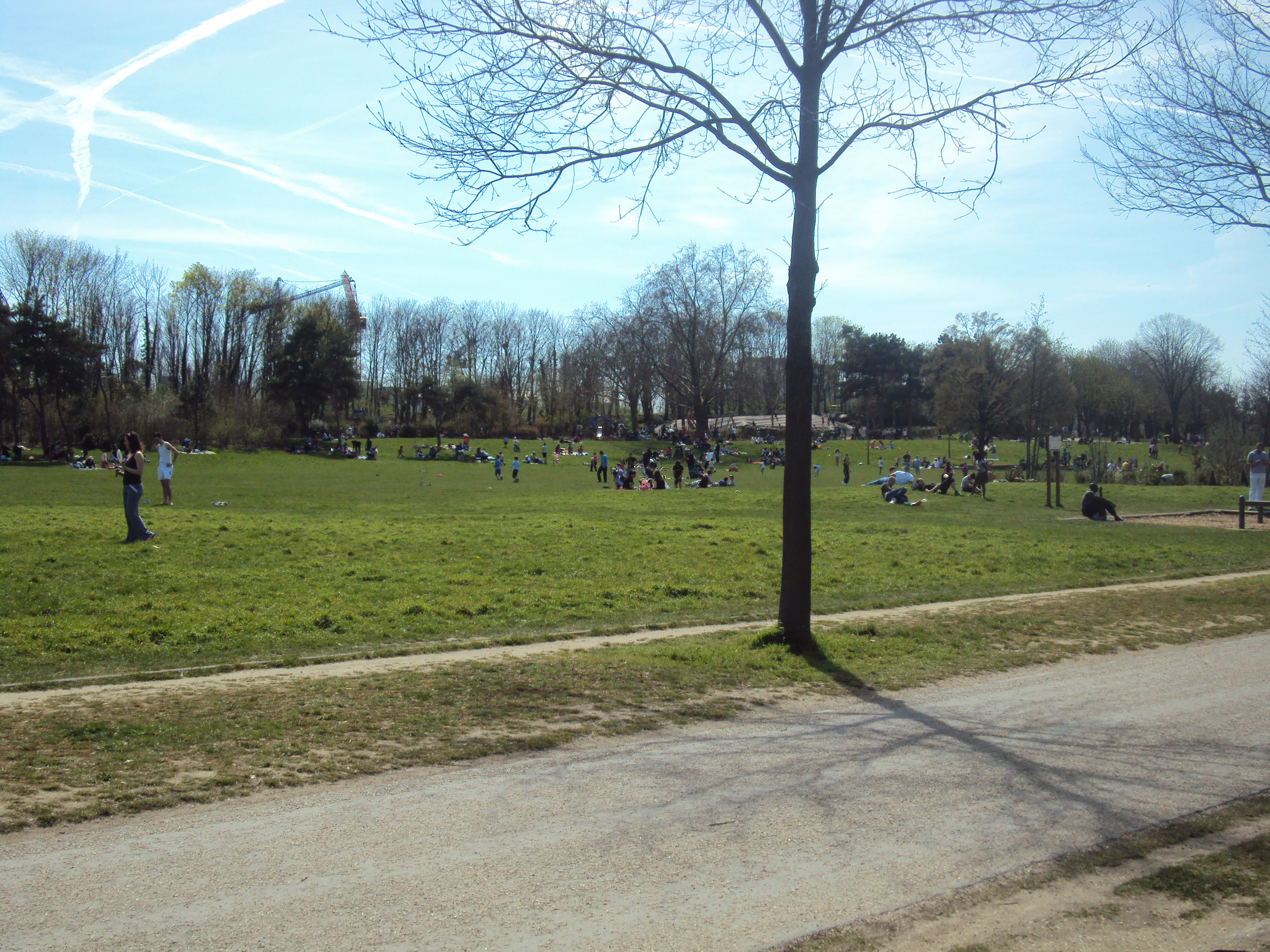
Parc Pierre-Lagravère.

À la suite de la maîtrise des crues de la Seine par un système de bassins de retenue en amont de Paris, les terrains proches des berges ont accueilli d'importantes infrastructures telles que l’hôpital Louis-Mourier et le passage de l’autoroute A86 au courant des années 1970. L'île Marante a alors été redessinée pour y créer le parc départemental Pierre-Lagravère.

## Politique et administration

### Rattachements administratifs et électoraux
Colombes a été amputée de certains quartiers pour former les communes de Bois-Colombes en 1896 et La Garenne-Colombes en 1910.
Antérieurement à la loi du 10 juillet 1964, la commune faisait partie du département de la Seine. La réorganisation de la région parisienne en 1964 fit que la commune appartient désormais au département des Hauts-de-Seine et à son arrondissement de Nanterre, après un transfert administratif effectif au 1er janvier 1968.
Pour l'élection des députés, le territoire de la commune relève de deux circonscriptions législatives, circonscriptions partagées avec les communes voisines :
- Première circonscription des Hauts-de-Seine (anciens canton de Colombes-Nord-Est, de Colombes-Nord-Ouest, de Gennevilliers et de Villeneuve-la-Garenne) ;
- Deuxième circonscription des Hauts-de-Seine (anciens canton de Colombes Sud et d'Asnières-sur-Seine).

Elle faisait partie de 1801 à 1908 du canton de Courbevoie, année où elle devient le chef-lieu d'un canton unique de Colombes du département de la Seine. Lors de la mise en place du Val-d'Oise, elle est divisée en 1967 entre le canton de Colombes-Nord et celui de Colombes-Sud. En 1984, cette répartition est modifiée et le territoire communal est réparti entre :
- le canton de Colombes-Nord-Est comptait 25 753 habitants en 2010 ;
- le canton de Colombes-Nord-Ouest comptait 27 433 habitants en 2010 ;
- le canton de Colombes-Sud comptait 32 212 habitants en 2010.

Dans le cadre du redécoupage cantonal de 2014 en France, la commune est désormais répartie sur deux cantons :
- le canton de Colombes-1, qui correspond à la partie de la commune de Colombes située au nord d'une ligne définie par l'axe des voies et limites suivantes : depuis la limite territoriale de la commune de la Garenne-Colombes, pont de Charlebourg, rue Pierre-Brossolette, rue Colbert, rue des Gros-Grès, rue Brassat, rue des Voies-du-Bois, rue de Prague, villa Nouvelle, avenue Henri-Barbusse, avenue Jeanne-d'Arc, rue Denis-Papin, rue des Alouettes, rue des Monts-Clairs, jusqu'à la limite territoriale de la commune de Bois-Colombes[37] ;
- le canton de Colombes-2 pour le surplus, avec les communes de Bois-Colombes et de La Garenne-Colombes.

La commune est équipée dans l'ensemble de ses bureaux de vote de machines de vote électronique (Nedap) depuis les élections de 2007.

### Intercommunalité
La ville n'était membre d'aucune intercommunalité à fiscalité propre jusqu'en 2016.
Dans le cadre de la mise en œuvre de la volonté gouvernementale de favoriser le développement du centre de l'agglomération parisienne comme pôle mondial est créée, le 1er janvier 2016, la métropole du Grand Paris (MGP), dont la commune est membre.
La loi portant nouvelle organisation territoriale de la République du 7 août 2015 prévoit également la création de nouvelles structures administratives regroupant les communes membres de la métropole, constituées d'ensembles de plus de 300 000 habitants, et dotées de nombreuses compétences, les établissements publics territoriaux (EPT).
La commune a donc également été intégrée le 1er janvier 2016 à l'établissement public territorial Boucle Nord de Seine.

### Tendances politiques et résultats
Entre 2008 et 2014, la majorité au conseil municipal était composée de quatre groupes : Parti socialiste, Parti communiste français, Citoyens autrement, Europe Écologie Les Verts (dans l'ordre d'importance, en nombre d'élus), dirigés par le socialiste Philippe Sarre. Élue en mars 2008, la liste « Colombes rassemblée » a obtenu 53,60 % des suffrages contre 46,40 % pour la liste conduite par Nicole Goueta, maire sortante élue en 2001 sous l'étiquette RPF, rassemblant l'UMP, le Nouveau Centre et le Modem au second tour (le Modem rassemble 8,60 % des suffrages au 1er tour).
Au second tour de l'élection présidentielle en 2007, Ségolène Royal (PS) avait obtenu 53,97 % des suffrages face à Nicolas Sarkozy (UMP) à Colombes.
Lors du second tour des élections municipales de 2014 dans les Hauts-de-Seine, la liste conduite au deuxième tour par Nicole Goueta recueille 52,36 % des suffrages face au maire sortant. Nicole Goueta est élue maire lors du conseil municipal du 4 avril 2014.
Lors du second tour des élections municipales de 2020 dans les Hauts-de-Seine, la liste EÉLV-UPPC-PS-PCF-G.s-GE-PRG-PP menée par Patrick Chaimovitch obtient la majorité absolue des suffrages exprimés, avec 10 403 voix (53,20 %, 41 conseillers municipaux élus dont 2 métropolitains), devançant la liste LR-SL-LC menée par la maire sortante Nicole Goueta — qui a bénéficié de la fusion avec la liste LREM-UDI-MoDem-UDE du premier tour menée par Sébastien Perrotel  — qui obtient 9 150 voix (46,80 %, 12 conseillers municipaux élus), lors d'un scrutin marqué par la pandémie de Covid-19 où 57,09 % des électeurs se sont abstenus, malgré une campagne électorale d'une rare violence,,.
Malgré l'écart de voix, Nicole Goueta conteste les résultats du scrutin, estimant que la campagne électorale a été irrégulière. Le Tribunal administratif de Cergy a rejeté cette demande le 18 février 2021, estimant que les faits n'avaient pas pu influer sur le scrutin, qui est donc confirmé,.

### Administration municipale
Le nombre d'habitants au dernier recensement étant compris entre 80 000 et 99 999, le nombre de membres du conseil municipal est de 53.

### Liste des maires
| Période       | Période                       | Identité            | Étiquette    | Qualité |
| ------------- | ----------------------------- | ------------------- | ------------ | --- |
| octobre 1945  | mars 1947                     | Pierre Boussuge     | PCF          | Ouvrier métallurgiste |
| mars 1947     | mars 1959                     | Paul Bouchu         | RPF          | |
| mars 1959     | mars 1965                     | Marcelle Devaud     | UNR          | Sénatrice de la Seine (1946 → 1958) Députée de la Seine (1958 → 1962) Membre du Conseil économique et social (1963 → 1979)                                                                   |
| mars 1965     | mars 1965                     | Henri Neveu,        | PCF          | Maire honoraire durant 1 mois Conseiller général de Colombes (1935 → 1940 et 1945 → 1967) |
| mars 1965     | mars 2001                     | Dominique Frelaut,  | PCF          | Député des Hauts-de-Seine (1973 → 1986 et 2001 → 2002) Conseiller général de Colombes-Nord (1967 → 1973) Conseiller général de Colombes-Sud (1976 → 1982) Chevalier de la Légion d'honneur   |
| mars 2001     | mars 2008                     | Nicole Goueta       | RPF puis UMP | Conseillère générale de Colombes-Sud (2001 → 2015) Chevalier de la Légion d'honneur |
| mars 2008,    | avril 2014                    | Philippe Sarre      | PS           | Directeur d'école Conseiller général de Colombes-Nord-Ouest (2004 → 2008) |
| avril 2014,   | juillet 2020                  | Nicole Goueta,      | UMP puis LR  | Présidente de l'EPT Boucle Nord de Seine (2016 → 2017) Conseillère générale de Colombes-Sud (2001 → 2015) Conseillère départementale de Colombes-1 (2015 →) Chevalier de la Légion d'honneur |
| juillet 2020, | En cours (au 18 février 2021) | Patrick Chaimovitch | EÉLV         | Vice-président de la métropole du Grand Paris (2020 → ) Vice-président de l'EPT Boucle Nord de Seine (2020 → )                                                                               |

### Démocratie participative
Un conseil communal des jeunes se réunit de temps en temps afin de réfléchir à d'éventuels projets pour la ville (collectes, récolte de signatures, commémorations, etc.) et participe à des événements organisés par la ville. Les CCJ sont de jeunes Colombiens (11-16 ans) élus pour une durée de deux ans par les collégiens de la ville de Colombes.

### Distinctions et labels
En 2007, Colombes a reçu le label « Ville Internet @@ ».

### Jumelages
Au 1er janvier 2024, Colombes est jumelée avec :
- Frankenthal (Allemagne) depuis 1958 ;
- Legnano (Italie) depuis 1964 ;
- Viana do Castelo (Portugal) depuis 2010[71].

## Équipements et services publics

### Enseignement
Colombes est située dans l'académie de Versailles.
En 2009, la ville administre sept crèches, vingt écoles maternelles et dix-huit écoles élémentaires communales.
Toujours en 2009, le département gère six collèges (tous rénovés récemment) :
- Jean-Baptiste-Clément : 1969, reconstruit en 1999 ;
- Marguerite-Duras (anciennement Henri-Dunant) : 1977, reconstruit en 2010 ; 2 septembre 2010 : incendie détruisant l’entièreté du gymnase le jour de sa livraison ;
- Moulin-Joly depuis 1992 ;
- Lakanal, construit de la fin du XIXe siècle jusqu'en 1989[réf. nécessaire], rénovée en 2009 ;
- Gay-Lussac, construit en 1932, ouvert en 1976, rénové en 2004[72] ;
- Robert Paparemborde, construit au début de 2006, inauguré en septembre 2009 et ouvert en septembre 2010.

La région Île-de-France gère quant à elle trois lycées généraux et professionnels :
- le lycée Guy-de-Maupassant (anciennement lycée Robert-Schuman), construit en 1964 et reconstruit en 1994, en convention avec l'institut d'Études Politiques de Paris « Science Po »[73] ;
- le lycée professionnel Valmy ;
- le lycée polyvalent Claude-Garamont (formation aux métiers de l'édition, imprimerie, et arts graphiques).

Colombes dispose par ailleurs d'un établissement privé : l'Institution Jeanne-d'Arc, et de deux établissements d'enseignements spécialisés.
En 2018, la région Ile-de-France confirme avoir choisi Colombes pour la construction d'un nouveau lycée d'enseignement général. Implanté dans le quartier des Fossés Jean, il doit ouvrir en 2024.

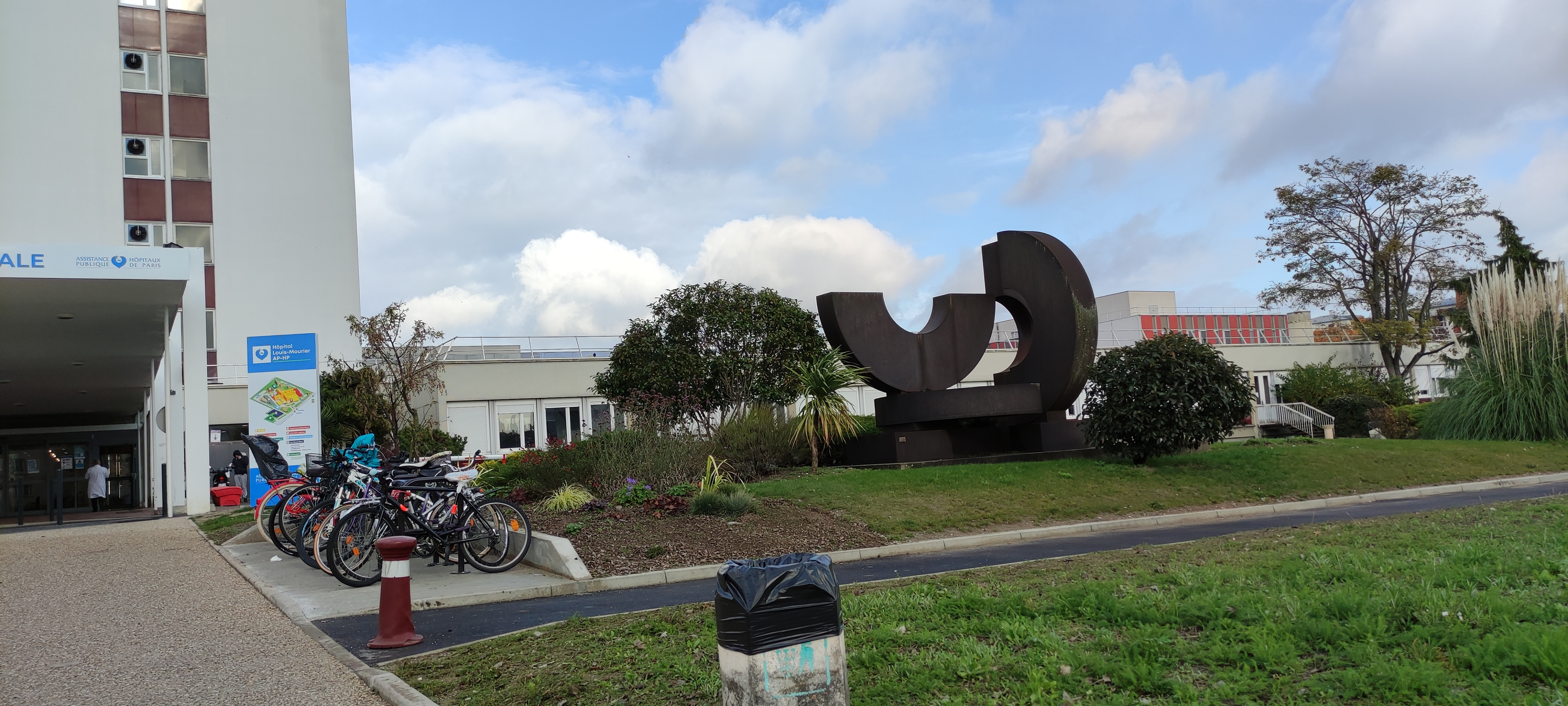
L'hôpital de Louis-Mourrier.

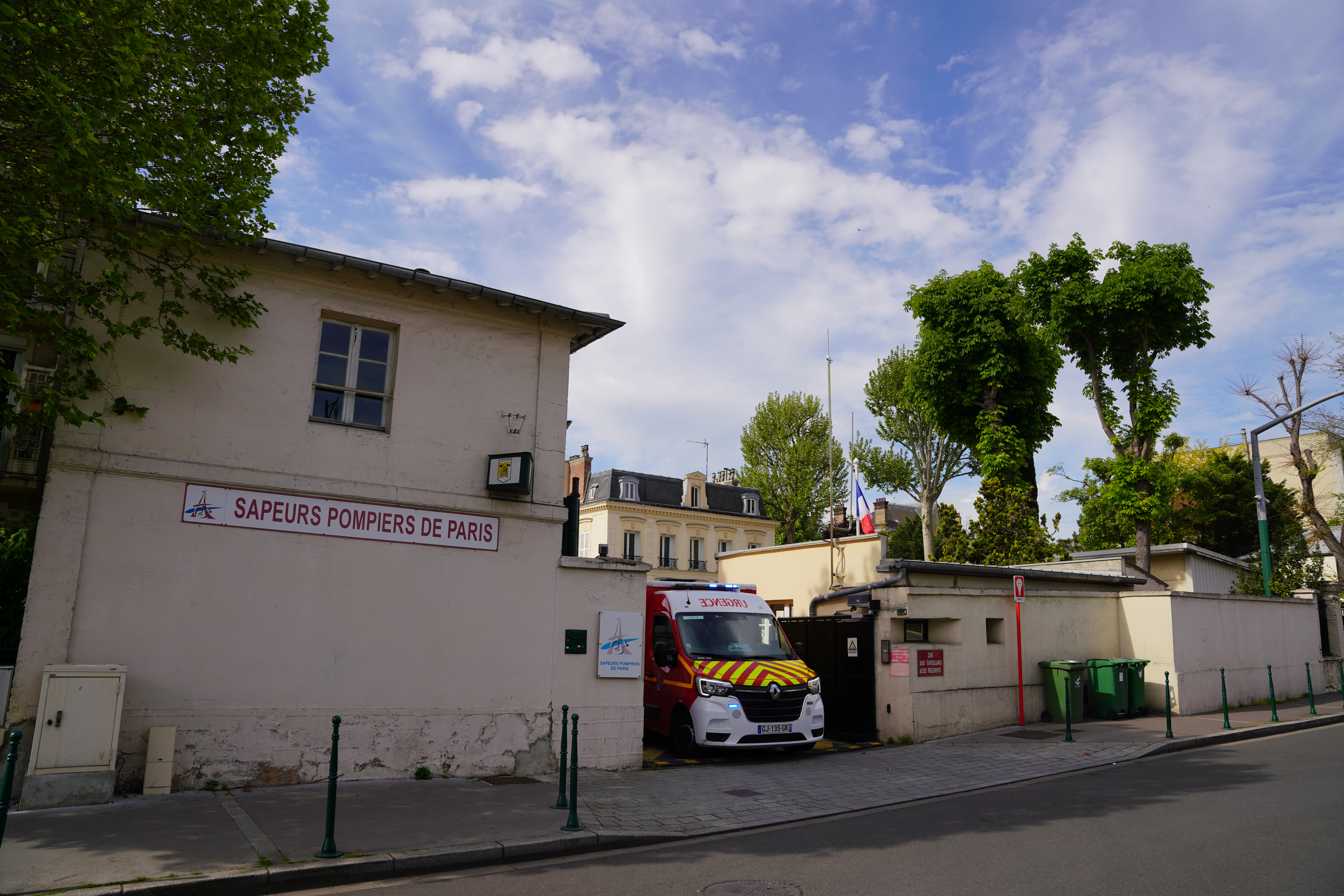
Vue de la brigade de pompiers rue Hoche.

### Santé
L'hôpital Louis-Mourier (groupement hospitalier universitaire Nord) se situe au 178 rue des Renouillers.

### Justice, sécurité, secours et défense
La commune est incluse dans le ressort du tribunal d'Instance de Colombes.

## Population et société

### Démographie

#### Évolution démographique
L'évolution du nombre d'habitants est connue à travers les recensements de la population effectués dans la commune depuis 1793. Pour les communes de plus de 10 000 habitants les recensements ont lieu chaque année à la suite d'une enquête par sondage auprès d'un échantillon d'adresses représentant 8 % de leurs logements, contrairement aux autres communes qui ont un recensement réel tous les cinq ans,.

En 2022, la commune comptait 90 692 habitants, en évolution de +6,24 % par rapport à 2016 (Hauts-de-Seine : +2,75 %, France hors Mayotte : +2,11 %).
| 1793  | 1800  | 1806  | 1821  | 1831  | 1836  | 1841  | 1846  | 1851  |
| ----- | ----- | ----- | ----- | ----- | ----- | ----- | ----- | ----- |
| 1 863 | 2 430 | 1 627 | 1 584 | 1 643 | 1 557 | 1 548 | 1 658 | 1 649 |

| 1856  | 1861  | 1866  | 1872  | 1876  | 1881  | 1886   | 1891   | 1896   |
| ----- | ----- | ----- | ----- | ----- | ----- | ------ | ------ | ------ |
| 1 906 | 2 805 | 3 678 | 5 133 | 6 640 | 9 877 | 14 254 | 18 918 | 16 798 |

| 1901   | 1906   | 1911   | 1921   | 1926   | 1931   | 1936   | 1946   | 1954   |
| ------ | ------ | ------ | ------ | ------ | ------ | ------ | ------ | ------ |
| 23 061 | 29 143 | 22 862 | 32 271 | 42 590 | 57 313 | 61 944 | 61 047 | 67 909 |

| 1962   | 1968   | 1975   | 1982   | 1990   | 1999   | 2006   | 2011   | 2016   |
| ------ | ------ | ------ | ------ | ------ | ------ | ------ | ------ | ------ |
| 76 918 | 80 357 | 83 390 | 78 777 | 78 513 | 76 757 | 82 026 | 85 102 | 85 368 |

| 2021   | 2022   | - | - | - | - | - | - | - |
| ------ | ------ | - | - | - | - | - | - | - |
| 88 870 | 90 692 | - | - | - | - | - | - | - |

#### Pyramide des âges
En 2018, le taux de personnes d'un âge inférieur à 30 ans s'élève à 40,1 %, soit au-dessus de la moyenne départementale (38,4 %). À l'inverse, le taux de personnes d'âge supérieur à 60 ans est de 17,8 % la même année, alors qu'il est de 20,0 % au niveau départemental.
En 2018, la commune comptait 41 195 hommes pour 44 857 femmes, soit un taux de 52,13 % de femmes, légèrement inférieur au taux départemental (52,41 %).
Les pyramides des âges de la commune et du département s'établissent comme suit.
| Hommes | Classe d’âge | Femmes |
| ------ | ------------ | ------ |
| 0,4    | 90 ou +      | 1,2    |
| 4,1    | 75-89 ans    | 6,3    |
| 11,4   | 60-74 ans    | 12,1   |
| 19,6   | 45-59 ans    | 19,7   |
| 22,3   | 30-44 ans    | 22,5   |
| 19,7   | 15-29 ans    | 18,7   |
| 22,6   | 0-14 ans     | 19,6   |

| Hommes | Classe d’âge | Femmes |
| ------ | ------------ | ------ |
| 0,6    | 90 ou +      | 1,6    |
| 5,2    | 75-89 ans    | 7,2    |
| 12,1   | 60-74 ans    | 13,5   |
| 19,3   | 45-59 ans    | 19,4   |
| 22,6   | 30-44 ans    | 21,9   |
| 20,2   | 15-29 ans    | 18,9   |
| 19,9   | 0-14 ans     | 17,4   |

#### Structure démographique

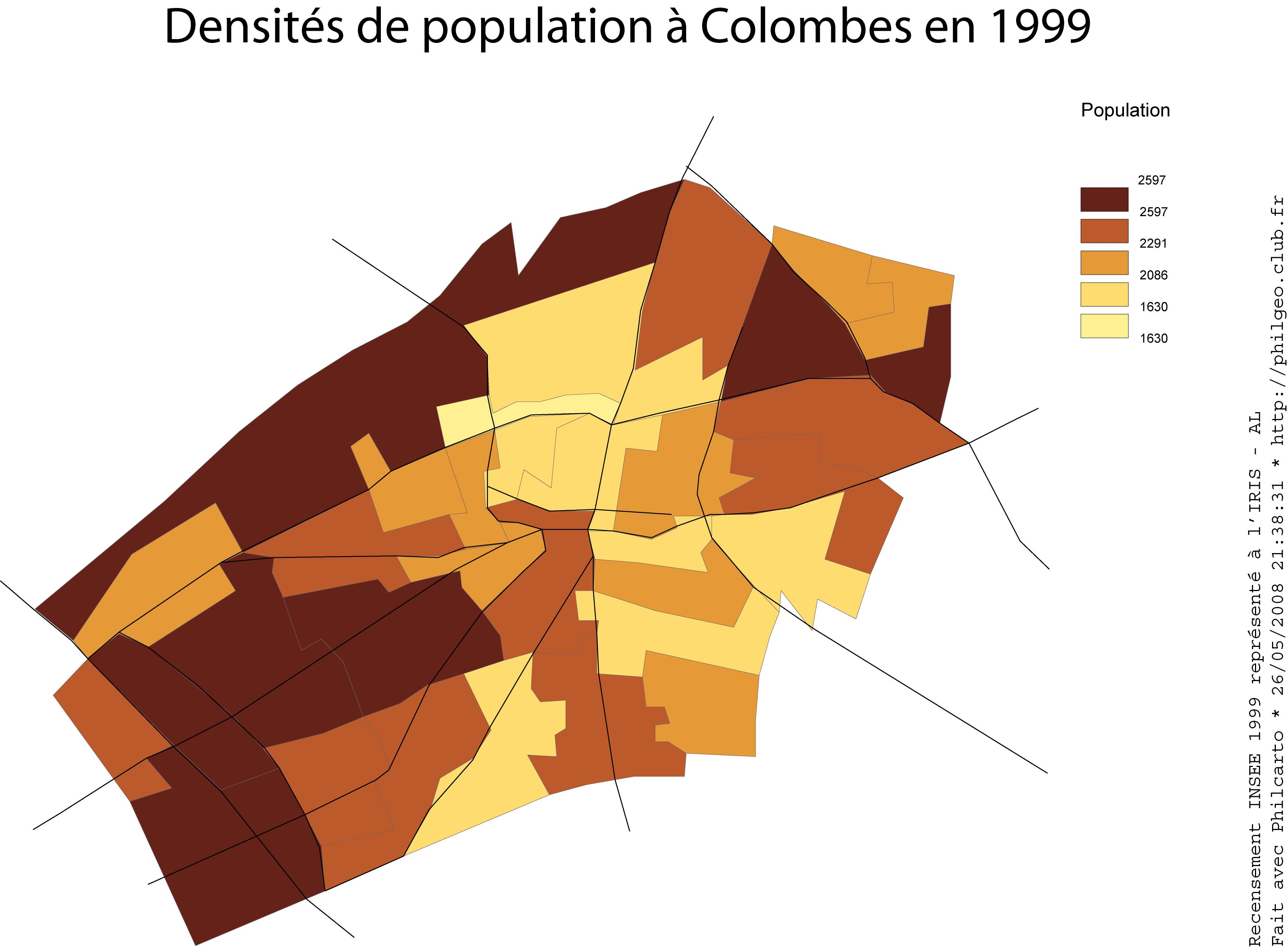

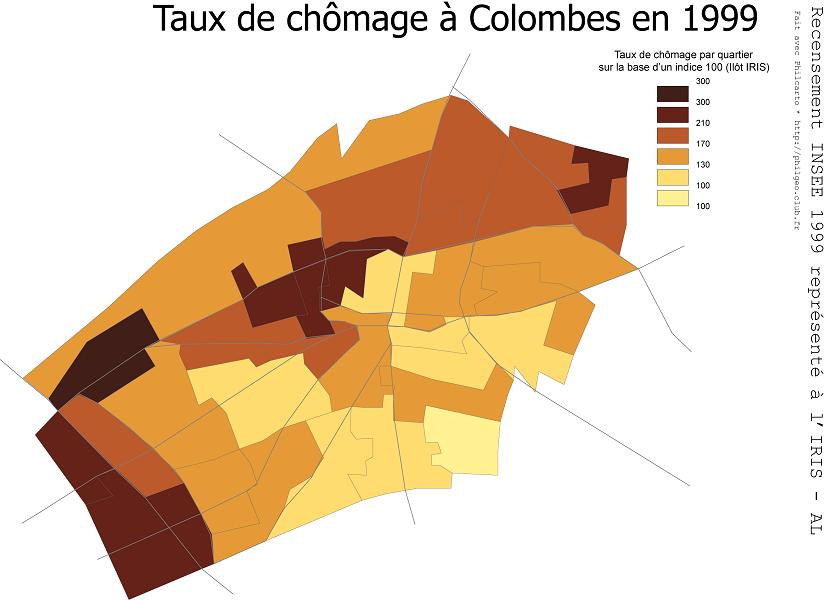

La structure démographique de Colombes est marquée, comme de nombreuses villes de banlieue, par un héritage industriel. Si la ville n'a cessé de s'accroître au rythme de l'économie, « la population n'a pas toujours suivi l'économie ». Symptomatique de la « crise post-industrielle », le peuplement des cités de bords de Seine, marqué par le chômage, le faible niveau de scolarité et cumulant toutes sortes de difficultés. « Spécialisés » dans les emplois industriels, ces populations ont été les premières touchées par la crise lors de la fermeture ou le départ des usines, alors que les « promus » des Trente Glorieuses poursuivaient leur trajectoire de vie ailleurs, parfois dans la commune même. Les grands ensembles accueillent aujourd’hui les populations les plus en difficulté.
Le nombre d'habitants à Colombes était d'environ 83 000 personnes en 2004. Le nombre moyen d'individus par ménage est de 2,53.
Les communes d'origine des Colombiens sont Colombes, Asnières-sur-Seine, Courbevoie, La Garenne-Colombes et Nanterre.
Les lieux de travail des Colombiens sont Colombes, Nanterre (La Défense), Courbevoie (La Défense), Paris 8e et 17e.
Dans le territoire colombien, les inégalités socio-économiques sont fortes : chaque mois, il reste à disposition du ménage le plus pauvre de Colombes 280 € par individu impôts exclus[Quand ?], ce chiffre s'élève à 4 000 € pour le ménage le plus riche. La population de la ville reste jeune, la tranche d'âge la plus représentée étant celle des 39-59 ans, puis celle des 29-59 ans. Le nombre total d'emplois salariés privés à Colombes a baissé entre 2002 et 2004.
Les politiques de renouvellement du peuplement sont aujourd’hui[Quand ?] au cœur de l'action municipale. Il s'agit d'attirer des ménages solvables afin de tirer de nouvelles sources de revenus pour alimenter le budget de la ville. Une telle politique engagerait la ville vers des « investissements » indispensables : crèches, écoles, équipements publics… Cette nouvelle politique de peuplement s'accorde avec une politique en matière d'urbanisme, faisant la part belle à la densification du bâti.

### Manifestations culturelles et festivités
En 2011, la mairie a finalisé et mis en œuvre un projet culturel architecturé autour de quatre axes : l'égal accès à la culture pour tous, l'éducation artistique et culturelle, la mise en synergie des acteurs, et le développement durable appliqué au champ culturel. De multiples actions concrètes ont été initiées dans cette dynamique : festival de la Voix (annuel, première édition en 2011) ; contrat local d'éducation artistique (CLEA) lancé en 2011 en partenariat avec le ministère de la Culture (DRAC), le conseil général des Hauts-de-Seine et l’Éducation nationale ; bateleurs culturels de rue avec les "Crieurs culturels de Colombes" (en partenariat avec la Cave à Théâtre) ; programme d'interventions artistiques dans les différents sites sociaux de la ville (CVS, CCAS, CAF...)...[réf. nécessaire]
Les associations colombiennes sont actives dans le domaine culturel et organisent diverses manifestations : Festival international du banc public (Cave à Théâtre) ; Rumeurs Urbaines, festival des arts de la parole (Cie Le Temps de Vivre) ; La Caravane (Le Hublot) ; Hip-Hop Contest (9.2 Styles)...

### Sports et loisirs

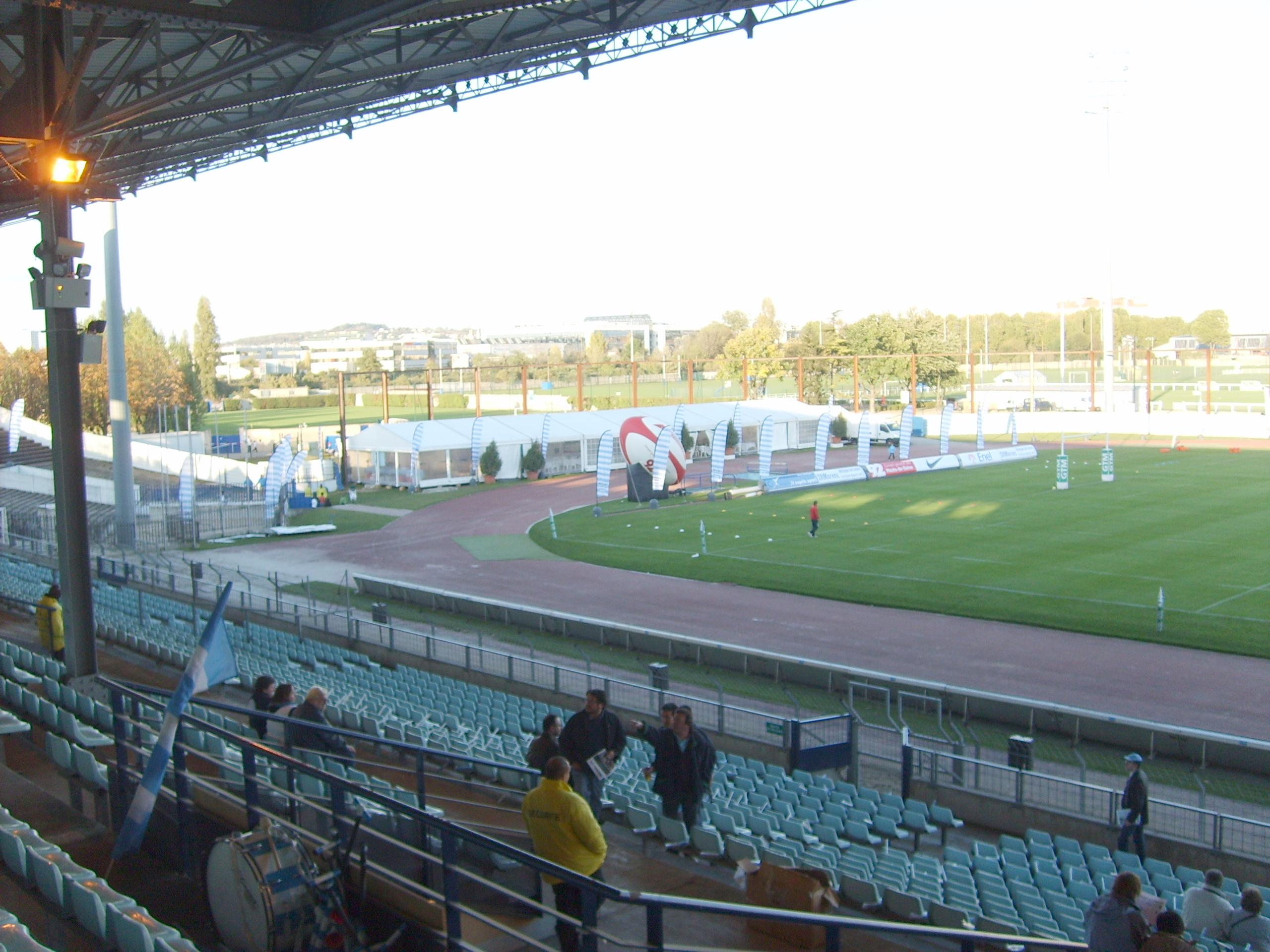
Le stade olympique Yves-du-Manoir.

La ville possède un stade, le stade olympique Yves-du-Manoir, inauguré en 1907, qui accueillit les Jeux olympiques d'été de 1924 (voir le film Les Chariots de feu), la Coupe du monde de football 1938, les épreuves de hockey sur gazon des Jeux olympiques d'été de 2024 et de nombreuses autres rencontres sportives internationales. Des titres de presses datant de 1923, à propos du choix de Colombes comme site olympique, font état de la compétition Paris-Banlieue qui existait alors : « Verra-t-on la ville de Paris battue par sa banlieue ? » ou encore « Aujourd'hui doit se disputer dans la salle du conseil municipal à l'hôtel de ville la match Colombes contre Paris ». Le stade Yves-du-Manoir perdit de son importance après la rénovation d'un autre grand stade de la région parisienne, le Parc des Princes, au début des années 1970. Il put accueillir jusqu'à 60 000 spectateurs, mais sa capacité a été largement réduite, les tribunes les plus vétustes ayant été détruites.
Colombes a été candidate avec Paris à l'organisation des Jeux olympiques d'été de 2012. La ville aurait accueilli les épreuves de baseball et softball sur le site de l'actuel stade Yves-du-Manoir (sports qui, de toute manière, n'ont finalement pas fait partie de ceux qui se sont déroulés aux JO de 2012…).
Concernant les équipes fanions de la ville, on peut en compter deux, liées historiquement au Racing Club de France et aujourd’hui indépendantes :
- Tout d'abord le rugby à XV. Le Racing 92 qui évolua au stade olympique Yves-du-Manoir, et participe au championnat de Top 14, qui est la première division en rugby, depuis la saison 2009-2010. Le club a cependant déménagé à Nanterre (Paris La Défense Arena ) en novembre 2017.
- Mais également le football. Le Racing Club de France football évolue quant à lui en (5e division) National 3, au sein de la Ligue de Paris Île-de-France de football. Ce club historique est retombé dans l'oubli depuis les années 1990, après le retrait de son sponsor Matra.Le club évolue au complexe Yves-du-Manoir, dans le petit stade annexe Lucien-Choine.

La patinoire de Colombes est une patinoire olympique, de même que la piscine, Colombes compte également treize salles omnisports et divers équipements (roller parc, tennis, salle d'armes, dojo…).
La section féminine de handball de l'Étoile sportive colombienne a évolué au plus haut niveau du Championnat de France dans les années 1960 et 1970, devenant champion de France en 1965, 1966 et 1968 et terminant à la deuxième place en 1967 et 1973. En 2016, l'équipe évolue en Championnat de France de Nationale 3.

### Cultes
Les Colombiens disposent de lieux de culte catholique, israélite, musulman, protestant et copte.
Depuis janvier 2010, Colombes fait partie du doyenné catholique des Trois Colombes, l'un des neuf doyennés du diocèse de Nanterre.
Au sein de ce doyenné, les cinq lieux de culte relèvent des trois paroisses, :
- paroisse Saint-Pierre-Saint-Paul : église Saint-Pierre-Saint-Paul et chapelle Saint-Étienne-Saint-Henri ;
- paroisse du Sacré-Cœur : église du Sacré-Cœur et chapelle Saint-Bernard ;
- paroisse Sainte-Marie-des-Vallées : église Sainte-Marie-des-Vallées.

Pour les autres cultes, on peut indiquer :
- une synagogue, installée rue Valmy ;
- des salles de prière musulmane se trouvent rue d'Épinay et rue des Renouillers ;
- plusieurs assemblées évangéliques représentent les protestants à Colombes. Le temple de l'église évangélique baptiste de la rue du Maréchal-Joffre a été construit en 1909, et constitue toujours le lieu de rassemblement de l'association cultuelle constituée en 1908[82]. Depuis 1954, une deuxième église évangélique baptiste se réunit (rue Henri-Dunant), issue de la première et enregistrée sous le nom d'« Église évangélique baptiste du Petit Colombes », également nommée « Centre Évangélique Protestant »[83]. Une « assemblée chrétienne de frères » se réunit aussi dans des locaux à Colombes, rue d'Estienne-d'Orves[84] ;
- Église copte orthodoxe Saint-Mina-Saint-Mercorios installée rue Jean-Jacques-Rousseau.

## Économie

### Revenus de la population et fiscalité
En 2010, le revenu fiscal médian par ménage était de 30 753 €, ce qui plaçait Colombes au 12 714e rang parmi les 31 525 communes de plus de 39 ménages en métropole.

### Entreprises et commerces
Comme indiqué dans la section consacrée à l'urbanisme, la tertiarisation de l'économie colombienne s'accélère du fait de la proximité avec La Défense et de la restructuration de grands axes tel le boulevard Charles-de-Gaulle. Parmi les grandes sociétés implantées sur le territoire colombien, on citera volontiers Oracle ou Snecma, déjà évoqués, mais aussi Alcatel Lucent, Areva, Eiffel (filiale d'Eiffage), Pepsico, Malakoff Médéric. De nouvelles arrivées, comme la Société Générale (900 salariés), ou le centre d'appels de Free Mobile (800 téléopérateurs) témoignent de l'attractivité du territoire colombien pour les entreprises.
Au-delà du boulevard Charles-de-Gaulle et de ses environs immédiats (dont la ZAC des Champs Philippe), les grandes zones d'emplois à Colombes se trouvent majoritairement près de l'autoroute A86, dans le parc d'activités Kléber, la zone industrielle de la Prairie ou le parc technologique des Fossés Jean. Colombes compte en tout une vingtaine d'entreprises de plus de 100 salariés.
Usine de traitement des eaux de Colombes : la nécessité d'assurer la salubrité de Paris a amené la réalisation d'une usine de traitement des eaux, inaugurée le 7 juin 1895, en même temps que le pont-aqueduc, par le préfet Eugène Poubelle. Une première usine avait été construite à cet endroit en 1793. Les eaux usées de Paris franchissaient ensuite la Seine par le pont-aqueduc pour être amenées aux champs d'épandage de Gennevilliers,.
Les commerces à Colombes sont majoritairement situés dans le centre-ville, notamment le long de la rue piétonne Saint-Denis. Mais d'autres polarités existent au cœur des quartiers, avec des commerces de proximité : ainsi en est-il près de la gare des Vallées ou de la gare du Stade. D'autres zones ont par ailleurs vocation à voir leur attractivité commerciale s'accroître dans les années à venir, sous l'impulsion de grands travaux tels que la rénovation urbaine ou l'arrivée du tramway : aux Quatre-Chemins, mais aussi aux Fossés-Jean avec le transfert programmé du Centre Leclerc sur l'avenue de Stalingrad et la création d'un cœur de quartier commerçant.

## Culture locale et patrimoine

### Lieux et monuments

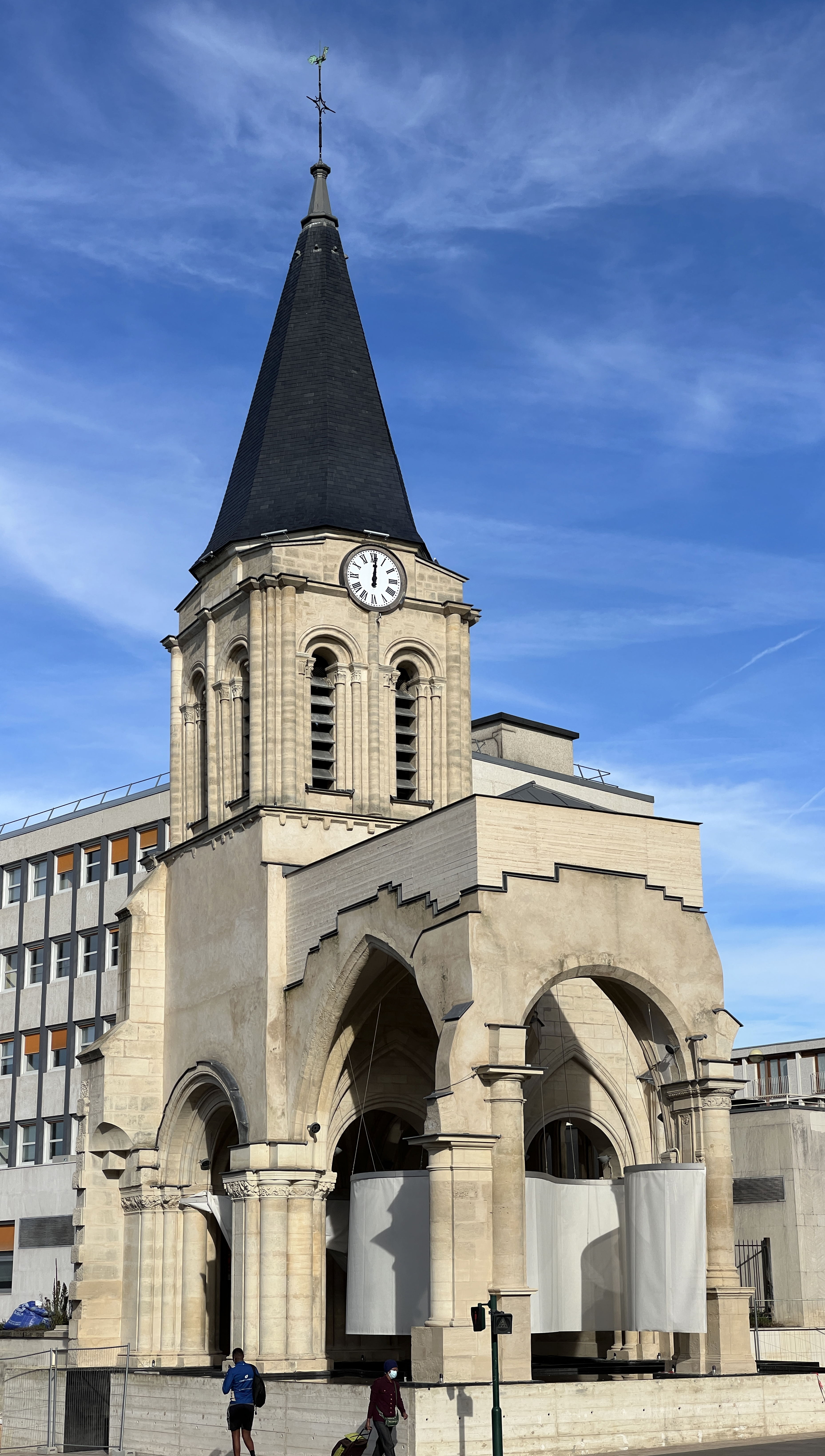
Ruines de l'ancienne église Saint-Pierre-Saint-Paul de Colombes.

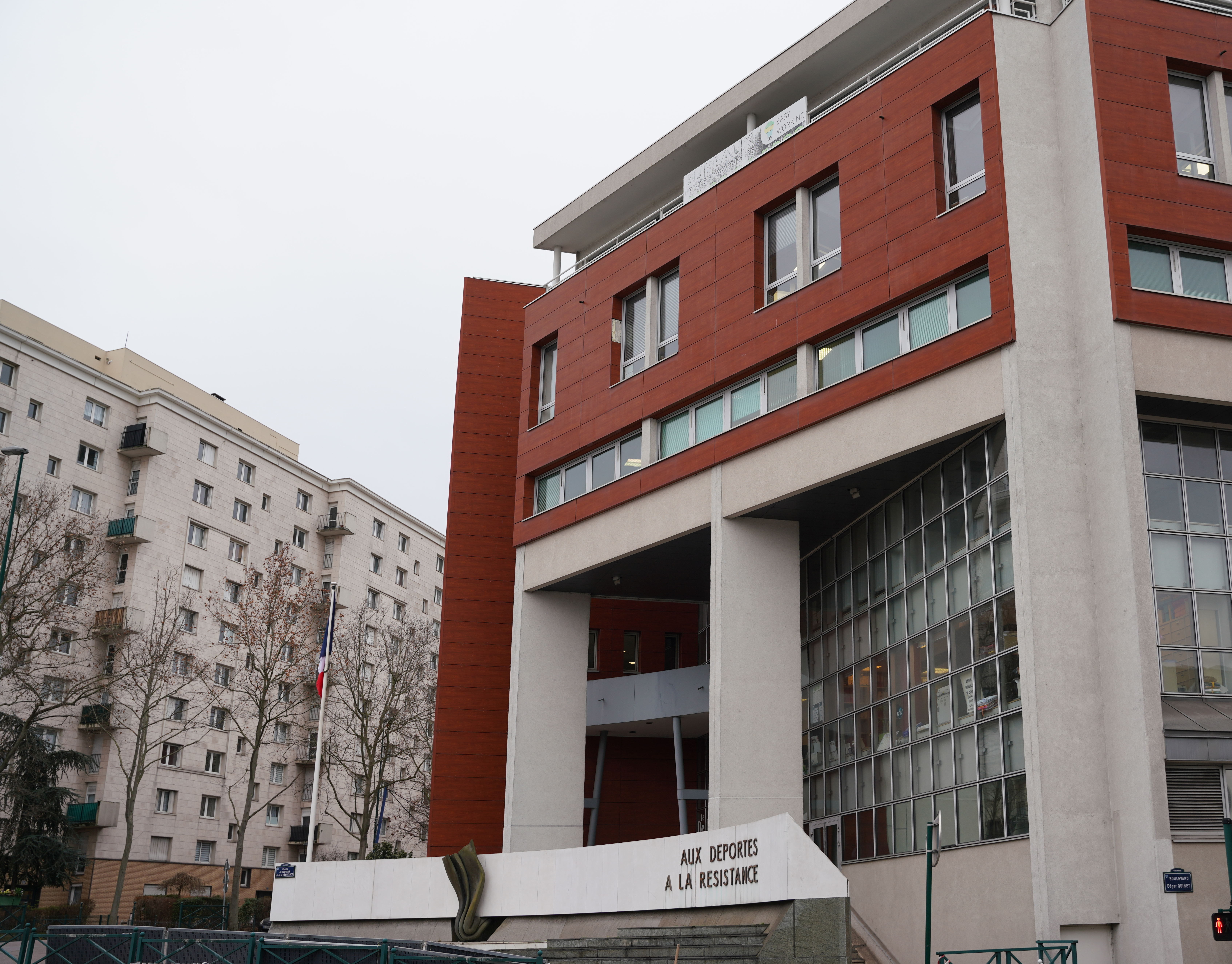
Aux déportés et à la résistance, place du Souvenir.

La commune comprend de nombreux monuments répertoriés à l'inventaire général du patrimoine culturel de la France.
Deux bâtiments colombiens sont inscrits monuments historiques : 
- l'ancienne église Saint-Pierre-Saint-Paul de Colombes[89] ;
- l'usine d'épuration des eaux SIAAP (Syndicat Interdépartemental pour l'Assainissement de l'Agglomération Parisienne) à côté du pont de Colombes entre l'A86 et la Seine[90].

Le stade Yves-du-Manoir, ancien champ de course hippique, fut inauguré en 1907 et accueillit les Jeux olympiques d'été de 1924 puis la coupe du monde de football de 1938. Pendant la Seconde Guerre mondiale, le lieu sert de camp d'internement dans le cadre du système concentrationnaire nazi, sous l'autorité de Vichy.
Un monument aux morts construit en 1923 pour ceux tombés lors des deux guerres mondiales, un monument à la 1re armée Rhin et Danube, aux déportés et à la résistance et un pour la guerre d'Algérie. Deux mosquées, Mohammed-V rue d'Epinay et Dignité rue des Renouillers, une église copte orthodoxe rue Jean-Jacques-Rousseau.
Le territoire colombien est riche d'un passé industriel. Il accueille des vestiges d'établissements et d'activités liées à l'industrie.

### Patrimoine culturel
- Musée municipal d'Art et d'Histoire de Colombes.

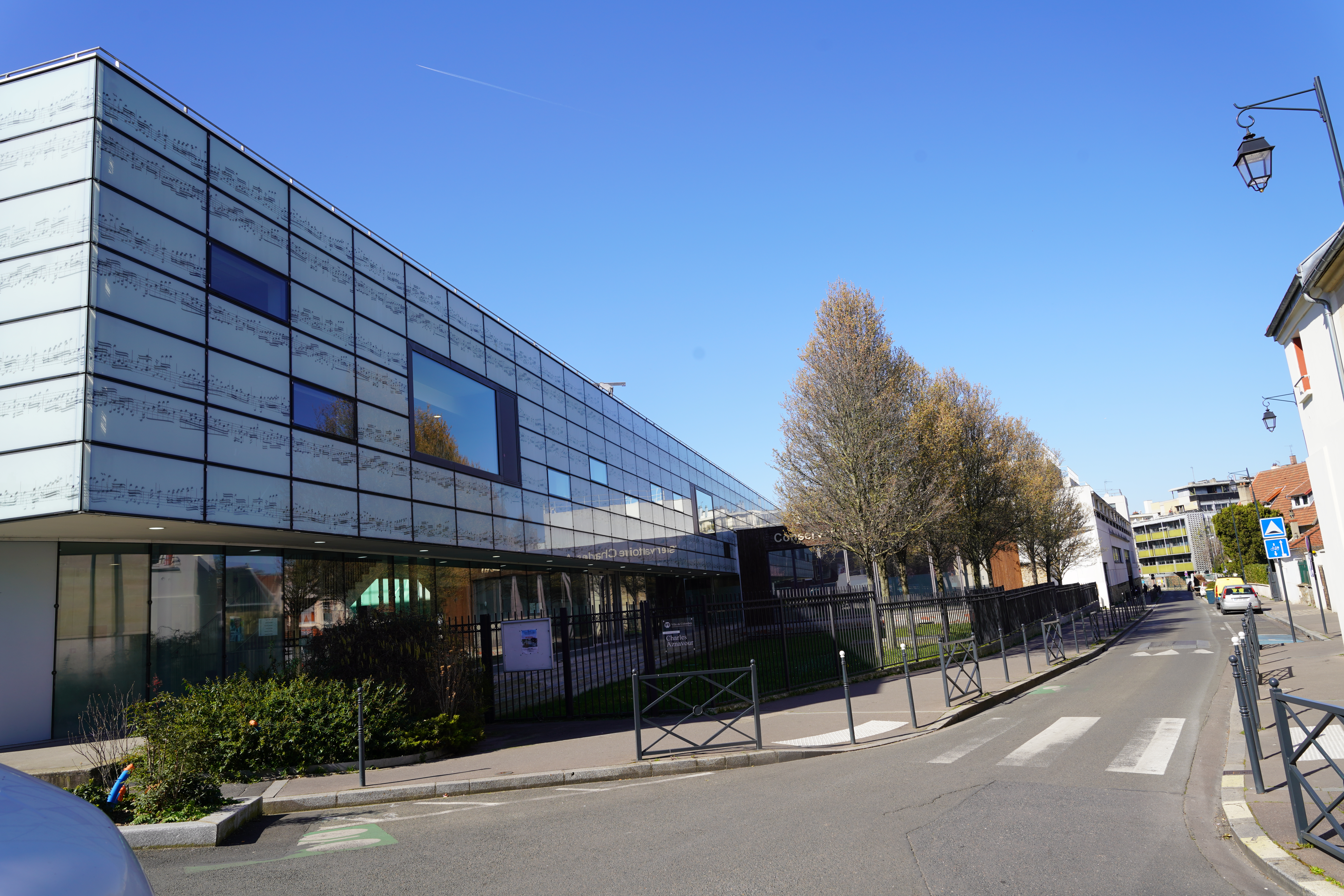
Le conservatoire Charles-Aznavour rue Reine-henriette.

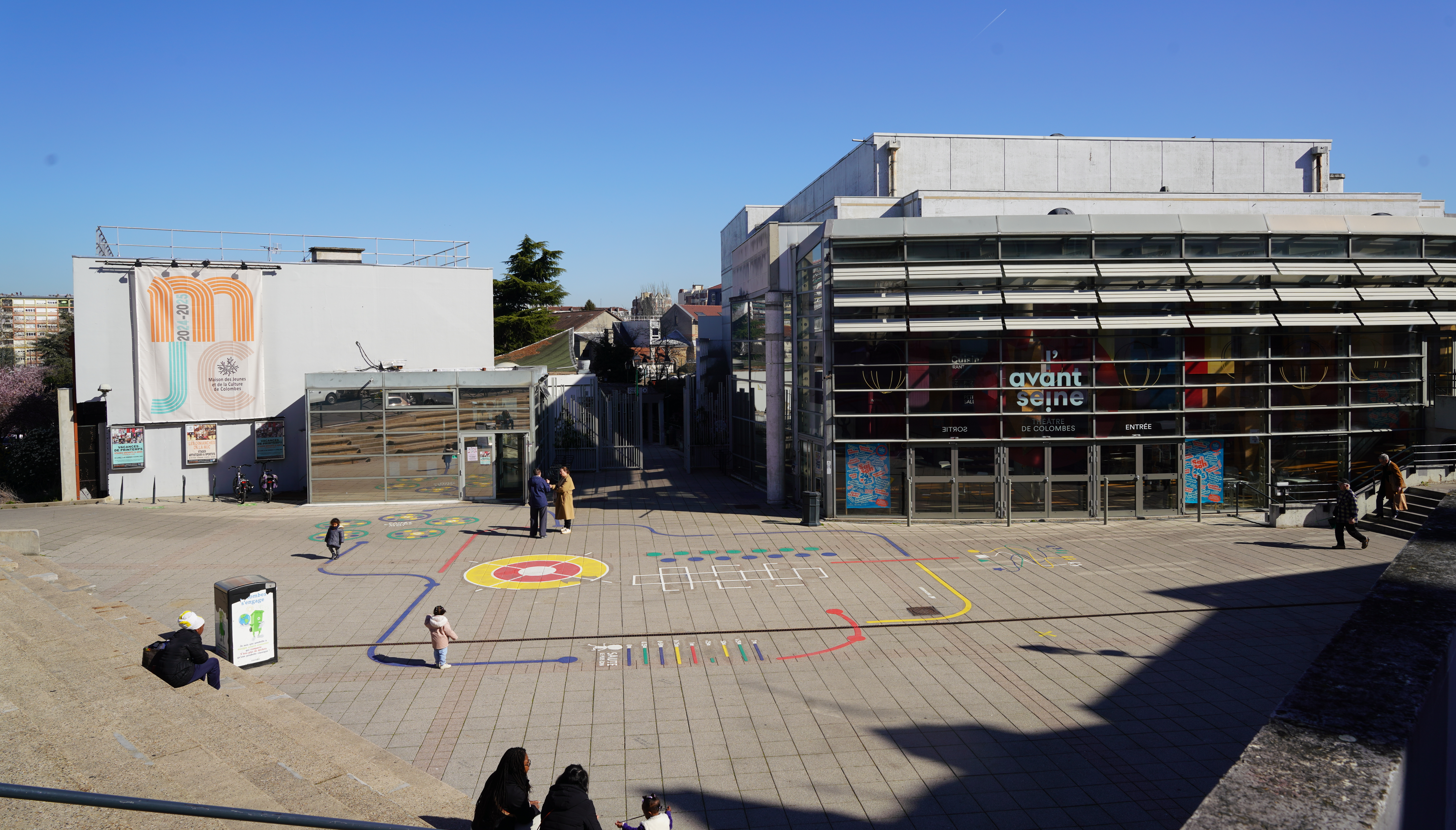
Le Parvis-des-Droits-de-l'Homme.

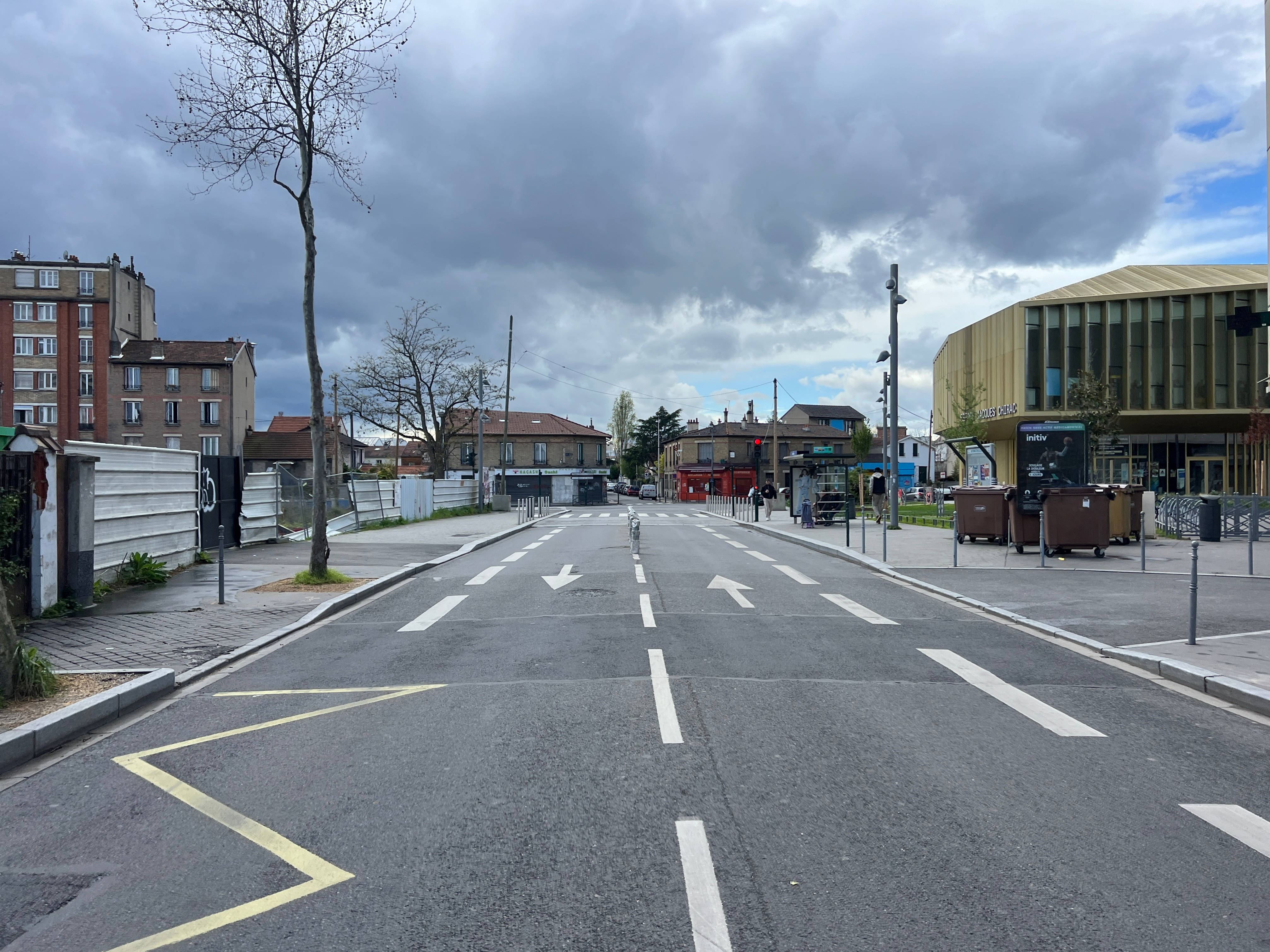
Espace Jacques-Chirac rue Michelet, France accueil, bibliothèque, mairie annexe.

- Maison des jeunes et de la culture : 
Dans les années 1950, sous l'impulsion de quelques amis, naît un comité de bénévoles dont le projet est de créer une MJC, dans des vieux bâtiments en bois abandonnés, mis à disposition par la commune. Le but est d'offrir un lieu de rencontre, d'animation et d'activités multiples, ouvert et mis à disposition de tous les mouvements de jeunesse qui sont disséminés dans la commune.
S'y installent les premières ossatures pour quelques activités culturelles et sportives comme : ciné-club, photo-club (dans l'ancien local électrique), animation et découverte musicale, chorale, judo-club, salle de concert, etc.
Devant les premiers succès auprès de la jeunesse et de la population, le maire intervient auprès du ministère de la Culture, et réussit à se voir attribuer des subventions annuelles, qui vont permettre d'engager progressivement un directeur permanent, et un secrétariat à mi-temps. Le succès grandissant très vite, la commune obtient une importante subvention pour construire à neuf, un très important complexe culturel et sportif, qui va intégrer : un centre sportif, un théâtre et salle de cinéma de 550 places avec un vaste hall d'accueil pouvant servir de salle d'exposition, un vaste restaurant social, toutes sortes de salles de cours, des mini-chambres pour y loger les participants à des séminaires, etc. Le premier président élu est Philippe Zumbrunn. En 2013, cet important complexe culturel, sportif et social est toujours en activité avec une notoriété remarquable[réf. nécessaire].
- L'Avant Seine / Théâtre de Colombes : 
Construit en 1989-1990, ce nouvel espace culturel ouvre ses portes aux publics le 11 janvier 1991. Conçu par les architectes Fabre, Perrotet et Cattani, le bâtiment comporte huit niveaux sur plus de 7 000 m2. Sa capacité d'accueil est de 1 360 personnes. La salle principale peut accueillir 1 000 personnes en version gradins. Deux niveaux sont pour le public, les autres sont des locaux techniques importants par la conception originale de la salle modulable en différentes configurations, grâce à des tables montées sur vérins hydrauliques, dont la plus lourde dépasse les 40 tonnes, et toute la machinerie impressionnante des plafonds qui permet aux neuf éléments de 20 mètres de long, de descendre des 13 mètres de hauteur à 1,5 m du sol. Il y a aussi la partie « scène », avec un plateau de 370 m2, lui aussi modulable par 77 structures métalliques de 125 × 250 m réglables tous les 10 cm jusqu'à 2,5 m de hauteur. Un accès à la scène de plain-pied depuis la rue est un confort très apprécié pour les montages des décors. le bâtiment dispose de nombreux équipements comme la climatisation en loge, bureaux et la salle refroidie par des centrales de traitement de 30 000 et 15 000 m3.[réf. nécessaire]

- Cinéma L'Hélios : 

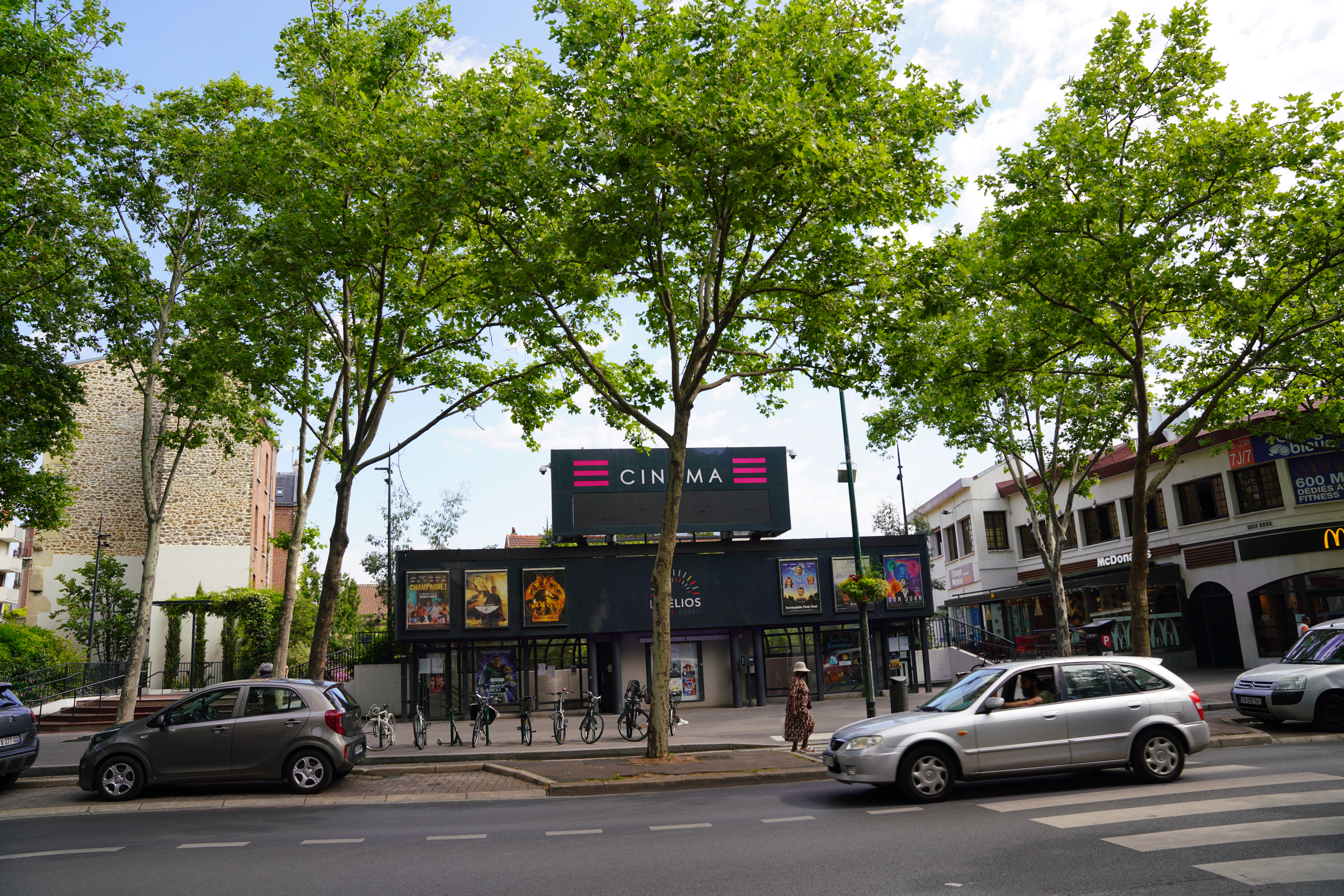
Le cinéma de Colombes.

Anciennement nommé Les 4 Clubs, ce cinéma construit en 1979 est situé en plein centre-ville de Colombes, face à l'hôtel de ville. Après deux ans de travaux de rénovation, ce complexe de quatre salles de cinéma a de nouveau ouvert ses portes le 12 novembre 2014 sous le nom de L'Hélios. Totalement accessible aux personnes à mobilité réduite, L'Hélios propose une programmation diversifiée (films art et essai et productions grand public), tout en organisant régulièrement des soirées-débats en présence de réalisateurs, journalistes ou encore critiques de cinéma, ainsi que des événements réguliers en lien avec d'autres structures culturelles locales (Conservatoire de Musique et de Danse, théâtre L'Avant Seine, musée municipal d'Art et d'Histoire…)[réf. nécessaire].
- Colombes compte également trois bibliothèques et deux discothèques municipales, une salle des fêtes et théâtre polyvalents et un conservatoire de musique et de danse.

### Colombes dans les arts et la culture
- Le groupe Quilapayún : 
Un des plus grands groupes de musique latino-américaine, qui vient du Chili, a trouvé refuge à Colombes, dans le quartier des Fossés-Jean en 1973, invité par le maire de Colombes Dominique Frelaut.
Le groupe a toujours honoré la ville de Colombes durant ses 4000 concerts en écrivant une Valse de Colombes. Un hymne à la France en flûte de pan jouée comme un orgue de Barbarie.
Patrimoine officiel du Chili, ils font partie du patrimoine de Colombes depuis 1973[réf. nécessaire].
- Colombes est le titre d'une chanson du groupe Il était une fois, issue de l'album ils vécurent heureux. La ville, ainsi que d'autres villes de la petite couronne de Paris, sont mentionnées dans la chanson.

### Personnalités liées à la commune

#### Nés ou morts à Colombes
- Moïse Adilèhou (1995), né à Colombes, footballeur.
- Josué Albert (1992), né à Colombes, footballeur.
- Bryan Alceus (1996), né à Colombes, footballeur.
- Jean-Ricner Bellegarde (1998), né à Colombes, footballeur.
- Kelly Berville (1978), né à Colombes, footballeur.
- Ludovic Blas (1997), né à Colombes, footballeur.
- Gustave Bienvêtu (1850-1916), mort à Colombes, peintre.
- Jean-Jacques Bourdin (1949), né à Colombes, journaliste et animateur de radio.
- Charles-Andreas Brym (1998), né à Colombes, footballeur.
- Zoumana Camara (1979), né à Colombes, footballeur.
- Guillaume Chaine (1986), judoka français, né à Colombes, champion olympique par équipes en 2021.
- André Chéron (1895-1980), né à Colombes, joueur d'échecs.
- Elizabeth Cooper (1948-), née à Colombes, pianiste-cheffe d'orchestre.
- Jacques Crozemarie (1925-2006) Mort à Colombes, fondateur et ancien président de l’Association pour la recherche sur le cancer.
- Joyskim Dawa (1996), né à Colombes, footballeur.
- Lise Delamare (1913-2006), née à Colombes, actrice de théâtre et de cinéma.
- Rosine Delamare (1911-2013), née à Colombes, costumière.
- Émile Engel (1889-1914), né à Colombes, coureur cycliste.
- Henriette-Marie de France (1609-1669), morte au château de Colombes, fille d'Henri IV et de Marie de Médicis, et reine d'Angleterre.
- Eugène Guérard (1859-1931), né à Colombes, syndicaliste.
- Brahim Hemdani (1978), né à Colombes, footballeur.
- Abel Jacquin (1893-1968), né à Colombes, acteur de cinéma et de théâtre.
- Marie-Antoinette Katoto (1998), née à Colombes, footballeuse.
- Kouadio Koné (2001), né à Colombes, footballeur.
- Eliaquim Mangala (1991-), né à Colombes, footballeur.
- Chrislain Matsima (2002), né à Colombes, footballeur.
- Jacques Montéran (1882-1947), né à Colombes, cadreur et directeur de la photographie.
- Steven Nzonzi (1988), né à Colombes, footballeur.
- Matthias Phaëton (2000), né à Colombes, footballeur.
- Henri Poirier (1932-2005), né à Colombes, acteur.
- Henri Polge (1921-1978), mort à Colombes, archiviste.
- Stéphane Porato (1973), né à Colombes, footballeur.
- Augustin Théodule Ribot (1823-1891), mort à Colombes, peintre réaliste.
- Joseph Léonard Richard (1742-1797), général des armées de la République y est né.
- Denise Roger (1924-2005), née à Colombes, pianiste et compositrice.
- Michel Roux (1929-2007), né et enterré à Colombes, acteur.
- Nadia Roz (1979), né à Colombes, humoriste.
- Alain Saint-Ogan (1895-1974), né à Colombes, auteur et dessinateur de bande dessinée.
- Albert Seitz (1872-1937), mort à Colombes, compositeur d'alto.
- Quentin Spohn (1984), né à Colombes, artiste.
- Martine Storti (1946), née à Colombes, journaliste et écrivaine.
- Mickaël Tacalfred (1981), né à Colombes, footballeur.
- Timothée Taufflieb (1992), né à Colombes, footballeur.
- Armand Thirard (1899-1973), mort à Colombes, directeur de la photographie.
- Élodie Thomis (1986), née à Colombes, footballeuse.
- Alexandre Vardin (1989), né à Colombes, footballeur.
- Marie-Blanche Vergne (1934-1989), née à Colombes, chanteuse et actrice.
- Eddy Viator (1982), né à Colombes, footballeur.
- Alaeddine Yahia (1981), né à Colombes, footballeur.

#### Habitent ou ont habité Colombes
- Daniel Balavoine (1952-1986), chanteur.
- Maxime Barthelmé (1988), footballeur né à Sartrouville, a grandi à Colombes et a fait ses études au collège Moulin-Joly.
- Adeline Blondieau (1971), actrice, ex-épouse de Johnny Hallyday.
- Surya Bonaly (1973), patineuse, s'est beaucoup entraîné à la patinoire de Colombes.
- Gilles Bouleau (1962), journaliste, a grandi à Colombes.
- Armand Burtin (1896-1972), athlète français, habitant Colombes et membre du Metropolitain Club de Colombes de 1920 à 1926.
- Philippe Candeloro (1972), patineur, s'est beaucoup entraîné à la patinoire de Colombes.
- Joseph Caulle (1885-1915), athlète.
- Clémentine Célarié (1957), actrice.
- Benoît Cheyrou (1981), footballeur né à Suresnes, a grandi à Colombes.
- Bruno Cheyrou (1978), footballeur né à Suresnes, a grandi à Colombes (frère du précédent).
- Valérie Damidot (1965), journaliste, présentatrice de télévision.
- Philippe Dana (1959), présentateur de télévision.
- Christophe Dauphin (1968), poète.
- Alexandre Debanne (1960), présentateur de télévision.
- Philippe Druillet (1944), dessinateur.
- Jean-Pierre Etcheverry (1939-2005), handballeur, a grandi à Colombes.
- Robert Etcheverry (1937-2007), comédien, a grandi à Colombes.
- François Faber (1887-1915), vainqueur du Tour de France 1909, surnommé « le géant de Colombes »[91].
- Mehdi Faveris-Essadi, connu sous son nom de scène DJ Mehdi (1977-2011), producteur à succès de musique hip-hop, rap français et de musique électronique, a vécu à Colombes durant son adolescence et ses premières années d'adulte.
- Dominique Frelaut (1927-2018), ancien maire de Colombes.
- François-Éric Gendron (1954), acteur.
- Paul Huvelin, président du CNPF de 1966 à 1972, directeur de Kléber Colombes.
- Asger Jorn, (1914-1973), peintre danois, fondateur du mouvement CoBrA (1947) et de l'Internationale situationniste (1957) ; a occupé une maison-atelier au 82, rue Saint-Denis de 1969 à 1972.
- Jean-Jacques Kravetz (1947), musicien.
- Jean-Luc Lemoine (1970), humoriste et présentateur télé.
- Henri Lœvenbruck (1972), écrivain, chanteur, compositeur.
- Victorine Meurent (1844-1927), artiste française.
- Joëlle Mogensen (1953-1982), chanteuse.
- Nordine Mohamedi (1966), journaliste.
- Pierpoljak (1964), auteur-compositeur-interprète, a grandi à Colombes.
- Patrick Préjean (1944), acteur de théâtre.
- Alexandre Raymond (1872-1941), architecte orientaliste
- Philippe Risoli (1953), animateur de télévision ; a fait sa scolarité au lycée Guy-de-Maupassant (ancien Robert-Schuman).
- Yoni Roch (1978), acteur, cascadeur, recordman mondial et sportif de haut niveau en sports de combat, a grandi à Colombes.
- Rama Yade (1976), a fait ses études à l'institution Jeanne-d'Arc.
- Antoine Daniel (1989), vidéaste et streameur.

### Héraldique
| Blason de Colombes | Blason  | D'azur au colombier d'or, ouvert, ajouré et maçonné de sable, posé sur un mur crénelé de treize pièces d'argent maçonné de sable et mouvant de la pointe, accosté de deux colombes essorantes et affrontées aussi d'argent. Devise / Cri« Dulcis ascendo pertinax volo » : Je vole avec persévérance et monte avec douceur. |
| Blason de Colombes | Détails | Armes parlantes. Le statut officiel du blason reste à déterminer. |

## Pour approfondir